# Trận Caen (1944)
Trận Caen là một trận đánh trong trận Normandie lớn hơn giữa quân đội Vương quốc Anh mà ở đây cụ thể là Tập đoàn quân số 2 và Cụm Tập đoàn quân Tây (Tiếng Đức: Panzergruppe West - Tập đoàn quân số 5 cũ) của Đức Quốc xã nhằm giành quyền kiểm soát Caen và các vùng lân cận. Trận đánh là diễn tiến của chiến dịch Neptune, tức cuộc đổ bộ vào ngày 6 tháng 6 năm 1944 (D-Day) của quân Đồng Minh. Caen nằm sâu 14 km tính từ bờ biển Calvado, dọc theo sông Orne và kênh Caen, nằm án ngữ giữa một số tuyến đường sắt và đường bộ trong vùng. Do có nằm trên các tuyến đường liên lạc quan trọng nên Caen sớm trở thành một mục tiêu chiến lược đối với cả hai bên. Caen và khu vực phía Nam thành phố có địa hình tương đối mở và bẳng phẳng, khác biệt so với các vùng hành quân khác của chiến dịch Overlord, và phía không quân Đồng Minh yêu cầu giải phóng khu vực càng sớm càng tốt để có chỗ đặt thêm máy bay trên đất Pháp.
Sư đoàn Bộ binh số 3 của Anh quốc là một trong những lực lượng Anh đầu tiên đổ bộ vào vùng bờ biển Normandy. Sư đoàn Anh quốc này hành quân với mục đích, hoặc tiến đánh Caen hoặc giữ Caen (nếu quân Đức ngăn cản việc chiếm thành phố) nằm trong tầm ngắm của quân Đồng Minh và đồng thời ngăn không cho quân Đức phản công từ thành phố. Vào những ngày đầu tiên của cuộc đổ bộ ở Normandy, quân Đồng Minh tập trung liên kết giữa các bờ biển với nhau và do đó không chiếm giữ một số đô thị trong vùng như Caen, Baydeux hay Carentan. Sau đó, khi các bờ biển đã được quân Đồng Minh nối thông với nhau, việc tiến đánh Caen được tiếp tục bằng các chiến dịch Chairnwoods (8–9 tháng 7), chiến dịch Alantic (18–20 tháng 7). Quân Đức cố gắng tập trung các sư đoàn thiết giáp của mình để phòng thủ thành phố, và điều này ngăn không cho quân Đức chi viện cho sườn phía Tây của vùng Normandy.
Đồng thời với cuộc tiến công của quân Anh, quân đoàn số 1 của Mỹ thực hiện các trận đánh nhằm chia cắt bán đảo Cotentin, rồi chiếm Cherbourg, rồi tiếp tục hành quân xuống phía Nam tới thành phố Saint-Lô nằm cách Caen 60 km về phía Tây và chiếm được thành phố (19 tháng 7). Sau đó gần một tuần thì người Mỹ tiến hành chiến dịch Cobra tại giao lộ Saint-Lô–Périers, đồng thời cùng với cuộc tiến quân của các lực lương Canada trong chiến dịch Mùa Xuân (Operation Spring) tại cầu Verrières. Chiến dịch Cobra thành công đánh dấu sự sụp đổ của các lực lượng Đức tại Normandy và dẫn đến cuộc bao vây tại Falaise (12–21 tháng 8), cơ bản đánh quỵ Cụm quân đoàn phía Tây của Đức Quốc xã (Panzergruppe West), mở đường cho việc đánh chiếm Seine và Paris không lâu sau đó. Các cuộc không kích của không quân Đồng Minh nhắm vào Caen gây tàn phá dữ dội cho cơ sở hạ tầng của thành phố, gây thương vong cho cả bộ binh Đồng Minh lẫn nhiều dân thường Pháp mắc kẹt trong thành phố. Các cơ sở hạ tầng còn nguyên vẹn của thành phố thì còn rất ít sau trận đánh và phải đến năm 1962 thì việc khôi phục hạ tầng cho thành phố mới hoàn tất.

## Bối cảnh

### Chiến lược của quân Anh
Người Anh tham chiến từ năm 1939 chống lại quân đội Đức Quốc Xã để duy trì cân bằng quyền lực ở châu Âu lục địa. Tuy vậy, với sự nổi lên từ các siêu cường là Mỹ và Liên Xô, việc người Anh thuộc phe thắng trận đơn giản là không đảm bảo các mục đích của người Anh trong cuộc chiến. Vai trò của người Anh sau Thế chiến thứ hai chắc chắn sẽ không nhiều bằng Mỹ và Liên Xô, nhưng với việc duy trì được Tập đoàn quân số 21 (Anh Quốc), Anh hy vọng có thế sử dụng sư đoàn cho để duy trì vị thế của Anh thời hậu chiến sau này. Tập đoàn quân trên dự kiến cũng sẽ tham chiến trong chiến dịch Downfall mà Đồng Minh dự định triển khai chống lại Đế quốc Nhật Bản. Nền kinh tế Anh chuyển hoàn toàn sang nền kinh tế phục vụ cho nhu cầu chiến tranh vào năm 1942, khi quân đội Anh bắt đầu thiếu hụt quân nhu trầm trọng. Với việc tránh được thương vong quân sự thì người Anh, môt mặt có thể bảo toàn được các sĩ quan có kinh nghiệm thực chiến, mặt khác duy trì được cho tinh thần cho binh sĩ luôn luôn ổn định và duy trì được quân số cho đến khi Đức bị đánh bại hoàn toàn. Với việc quân Đồng Minh mở lại mặt trận Tây Âu năm 1944, Tập đoàn quân số 21 giờ đây đối mặt với việc thiếu hụt viện binh trầm trọng, tạo một sức ép đáng kể lên nhuệ khí chiến đấu của các binh sĩ trong quân đoàn. Theo nhiều sĩ quan Canada và Anh đã từng chiến đấu trong thế chiến thứ nhất, việc tiến hành chiến dịch dưa trên ưu thế về công nghệ và hỏa lực sẽ khiến binh sĩ tránh được một trận chiến đẫm máu và kéo dài. Tuy vậy, liên quân Anh-Canada vẫn phải tiến quân một cách thận trọng khi họ phải đối đầu với quân Đức có trong tay các sư đoàn kỳ cựu được chỉ huy bởi các sĩ quan có nhiều kinh nghiệm.

#### Ultra
Tin tình báo thu thập được từ các bức điện tín của người Đức được mã hóa bởi máy Enigma được gán mật danh Ultra bởi Trường Mật mã và Thuật toán Trung ương Anh (GC&SC) tại Công viên Bletchley; cho đến năm 1943, các tin tình báo do chiến dịch Ultra cung cấp thường xuyên được xem xét và sau đó chuyển tới cho các sĩ quan cấp cao của quân Đồng Minh, trong khi đó người Đức vẫn không hề hay biết tới sự tồn tại của chiến dịch. Việc biết được những thông tin về các kế hoạch phản công của quân Đức cũng như thành công trong việc đánh lừa của quân đội Đồng Minh đối với quân Đức là những thước đo đánh giá chính xác cho Ultra cùng với các nguồn tin tình báo khác.  Tháng 3 năm 1944, các thông tin giải mã được cho thấy người Đức đang chờ đợi một cuộc đổ bộ của quân Đồng Minh ở bất kỳ đâu trong toàn bộ phần bờ biển từ Na Uy cho đến biên giới với Tây Ban Nha. Ngày 5 tháng 3, Hải quân Đức Quốc xã cho rằng sẽ có tới 6 quân đoàn Đồng Minh được ném vào Na Uy, trong khi Fremde Heere West (FHW, Quân Đoàn Lê Dương phía Tây (Đức Quốc Xã)), 1 trong những cơ quan thuộc hệ thống tình báo của Bộ Tổng Tham mưu Đức dự đoán vùng nguy hiểm, nơi mà quân Đồng Minh đổ bộ lên, nằm trong vùng bờ biển từ Pas de Calais cho đến thung lũng Loire. Rundstedt dự đoán rằng sẽ có khoảng 20 sư đoàn đổ bộ vào khoảng đầu tháng 5, với vị trí đổ bộ nằm đâu đó giữa Boulogne và  Normandy. Tuy vậy ông xác định được quân lực Đồng Minh có khả năng tập trung giữa hai cảng nước Anh là Southampton và Portsmouth. Một cuộc tập trận chống đổ bộ được quân Đức thực hiện ở vùng bờ biển từ Bruges cho đến sông Loire, một cuộc tập trận khác thì diễn ra trên khoảng bờ biển dài 50 km từ Ouistreham cho tới Isigny. Vào mùng 1 tháng 6, FHW dự đoán rằng sẽ có một cuộc đổ bộ vào ngày 12 tháng 6 ở đâu đó ở trên Địa Trung Hải hoặc là ở vùng bờ biển khu vực Balkan.

#### Kế hoạch Ovellord
Ngày 6 tháng 10 năm 1943, Tướng Dwight D. Eisenhower được bổ nhiệm làm Tư lệnh Đồng minh Tối cao Lực lượng Viễn chinh Đồng minh. Quá trình tiến hành cuộc đổ bộ sẽ được thực hiện bởi Quân đoàn 21 (của Tướng Bernard Montgomery), phối hợp cùng với các lực lượng Đồng Minh khác trên đất Pháp cho đến khi Eisenhower thiết lập được trụ sở Bộ chỉ huy các Lực lượng trên bộ của mình tại Pháp. Trung tướng Frederick Morgan, Tổng Tham mưu Trưởng, đồng thời cũng là Tư lệnh Tối cao Quân Đồng Minh (COSSAC) cùng với các thành viên trong ban Tham mưu khác đã chuẩn bị kế hoạch này từ tháng 5 năm 1943.Montgomery nghiên cứu các kế hoạch của COSSAC và sau đó, tại cuộc họp ngày 24 tháng 1 năm 1944, ủng hộ một cuộc đổ bộ trên một mặt trận dài hơn từ Quinéville (ở phía Tây) cho đến Cabourg les Bains (ở phía Đông) ở bờ Đông sông Orne. 3 sư đoàn của Quân đoàn Anh số 2 (của Trung tướng Miles Dempsey) sẽ đổ bộ lên các vị trí mang các mật danh (theo thứ tự lần lượt từ Đông sang Tây) là Gold, Juno and Sword.
Ba sư đoàn của Tập đoàn quân Hoa Kỳ số 1 (của tướng Omar Bradley) sẽ đổ bộ vào các bãi Ohama và Utah ở phía Tây, đồng thời với cuộc tiến công của 3 sư đoàn dù vào hai sườn của khu vực đổ bộ. Lực lượng Mỹ ở phía Tây sẽ chiếm Cherbourg, ở giai đoạn hai sau đó thì họ tập trung tiến công dọc theo bờ Tây sông Loire và các cảng vùng Bretagne. Liên quân Anh-Canada đổ bộ ở vùng sườn phía Đông sẽ đối đầu với quân Đức và  tiếp viện của họ tiến đến vùng Đông và Đông Nam của khu vực đổ bộ vừa mới tạm chiếm. Theo kế hoạch chiến thuật thì quân đổ bộ phải nhanh chóng chiếm được các tuyến đường bộ trọng yếu ở Normandy bằng các đòn tiến công nhanh của lực lượng thiết giáp qua Caen, Bayeux và Carentan nhằm chiếm lấy vùng cao điểm ở Đông Nam thành phố Caen, nơi mà từ đó có thể dễ dàng kiểm soát các vùng đất ở khu vực, bao gồm cả tuyến đường chính dẫn đến thành phố Caen cũng như là nơi giao nhau giữa hai con sông Odon và Orne.

#### Tập đoàn quân số 2
Từ ngày 7 đến ngày 8 tháng 4, Montgomery cho tiến hành triển khai chiến dịch Thunderclap, một cuộc tập trận cho chiến dịch với mục đích mô phỏng các cuộc tấn công đồng thời của tập đoàn quân theo hai hướng: phía Bắc vùng cửa sông Carentan và ở giữa vùng cửa sông Carentan với vùng Orne, với mục đích chính là chiếm giữ khu vực đầu cầu bao gồm một số sân bay cùng với hải cảng Cherbourg. Vào ngày D+4, Montgomery dự đoán quân chi viện Đức sẽ tiến đến mặt trận Normandy. Lực lượng chi viện gồm 16 sư đoàn từ tập đoàn quân Tây (Westheer) của Đức Quốc Xã, trong đó có 10 sư đoàn panzer hoặc Panzergrenadier, nhằm hướng các bãi biển đã được quân Đồng Minh đổ bộ trước đó. Montgomery dự đoán cuộc phản công sẽ thất baị sau 4 ngày, lúc này người Đức sẽ phải chuyển sang thế thủ nhằm kiềm giữ các lực lượng Đồng Minh trong các khu vực đổ bộ. Tập đoàn quân số 2 gồm các sư đoàn của Anh và Canada sẽ đổ bộ vào bờ Tây sông Orne, được bảo vệ bởi một cuộc đổ bộ đường không vào bờ Đông sông Orne và chiếm giữ các đầu cầu tại Benouville và Ranville. Liên quân Anh-Canada sau đó sẽ tiến xuống theo hương Nam và Đông Nam, chiếm thêm đất và bảo vệ sườn phía Đông của Tập đoàn quân số 1 đang tấn công Cherbourg. Montgomery sử dụng các đường hoạch định tiến công, thứ được thừa hưởng từ kế hoạch của COSSAC, nhằm xác định chiến quả của giai đoạn 1 của cuộc đổ bộ vào ngày D+20, với mặt trận trải dài từ vùng Eo biển Anh cho tới phía Đông Caen, mở rộng tới vùng Tây Nam của thành phố, phía Nam các thị trấn Vire và Avranches cho tới vùng bờ biển đã được giải phóng.

Ngày 15 tháng 5, Montgomery gửi bản kế hoạch cuối cùng của chiến dịch Overlord cho các chỉ huy Đồng Minh cùng với một số ghi chép khác của ông về chiến dịch, đưa ra mục tiêu của chiến dịch, thực hiện tiến công đồng thời

(a) Tiến công ngay lập tức vào phía Bắc vùng cửa sông Carentan.
(b) Giữa vùng cửa sông Carentan và sông Orne với mục tiêu giữ vũng khu vực để làm bàn đạp cho các chiến dịch tiếp theo. Khu vực quân sự này bao gồm các vị trí sân bay và cảng Cherbourg....— Montgomery, 15 tháng 5 năm 1944

Montgomery dự đoán rằng quân Đức sẽ cố gắng đánh bật lực lượng đổ bộ ngay tại bãi biển và giữ Caen, Bayeux và Carentan, với Bayeux là trung tâm cho cuộc phản công của người Đức nếu xảy ra. Khi cuộc phản công của quân Đức chững lại thì "cái sợi dây thòng lọng" của quân đội Đồng Minh sẽ có sự thay đổi đáng kể, với việc chuyển sang chiếm giữ các vùng đất xung quanh các trục đường chính xung quanh sông Dives, các cao điểm từ khu vực sông Orne gần Falaise cho tới vùng sông Vire gần Saint-Lô và dọc bờ Tây sông Vire.

### Chiến lược của quân Đức
Hai Thống soái của Bộ Tổng Tham mưu Tối cao Tập đoàn quân Tây (Oberbefehlshaber West) là Erwin Rommel và Gerd von Rundstedt không đồng ý trong cách thức đánh bại cuộc đổ bộ, dẫn đến tranh cãi lớn trong việc triển khai các sư đoàn thiết giáp dưới quyền hai ông, trong khi lực lượng thiết giáp chính lại nằm sâu trong đất liền Pháp. Rundstedt dự định sẽ giữ các sư đoàn sâu trong đất liền, chờ đợi lực lượng chính của quân Đồng Minh xuất hiện để đánh bật lực lượng này ra khỏi các bãi đổ bộ, tiến tới việc buộc quân Đồng Minh rút khỏi lục địa. Tướng Leo Geyr von Schweppenburg, chỉ huy quân đoàn thiết giáp Tây (Panzergruppe West), một quân đoàn được thành lập vào tháng 11 năm 1943 nhằm đào tạo cho các sư đoàn thiết giáp ở phía Tây nước Đức, đồng ý với ý kiến này của Rundstedt, dựa trên kinh nghiệm của ông về hải pháo của hải quân Đồng Minh có được từ trận phản công gần bãi đổ bộ Anzio trước đó (Tháng 1 – tháng 2 năm 1944). Rommel, dựa trên kinh nghiệm thực chiến trong quân đoàn của ông khi Luftwaffe mất đi ưu thế của mình trong trận chiến tại Bắc Phi, cho rằng các vị tướng đã từng tham chiến trên mặt trận phía Đông đánh giá thấp sức mạnh của không quân Đồng Minh. Cuộc tấn công vào quân đổ bộ sẽ khiến họ trì hoãn và cuối cùng là dẫn đến thất bại trong việc tiến đánh lực lượng đổ bộ này. Rommel cho rằng chỉ khi phản công nhanh ngay trong giai đoạn đang đổ bộ thì mới có thể có cơ hội đánh bại được lực lượng Đồng Minh và do đó các lực lượng thiết giáp cần phải ở gần bờ biển hơn cho chiến thuật này. Rundstedt và Geyr nhận thấy các sư đoàn của mình sẽ phải dàn mỏng hơn để phục vụ cho việc tác chiến nếu thực hiện theo kế hoạch phòng thủ của Rommel, và do đó súng và không quân Đồng Minh sẽ hủy diệt lực lượng thiết giáp này.
Tháng 4 năm 1944, Hitler áp đặt một thỏa hiệp, theo đó các sư đoàn thiết giáp số 21, 2 và 116 sẽ sát nhập nhập vào Cụm Tập đoàn quân B, còn sư đoàn SS số 2 cùng với các sư đoàn thiết giáp số 9 và 11 vào Cụm tập đoàn quân G (của Thượng tướng Johannes Blaskowitz). Trong khí đó các sư đoàn SS số 1 và số 2, sư đoàn SS Panzergrenadier số 17 và sư đoàn Panzer Lehr sẽ trực thuộc Bộ Chỉ huy Tối cao Quân lực Đức (Oberkommando der Wehrmacht hay OKW). Sự thỏa hiệp này có nghĩa là lực lượng dự bị trung tâm quá nhỏ để có thể Rundstedt triển khai hành quân, đồng thời lại có quá ít sư đoàn để Rommel có thể cho các sư đoàn thiết giáp của mình ở khu vực bờ biển ngay trong quá trình đổ bộ. Các hai vị tướng này đều mất quyền chỉ huy các sư đoàn nằm dưới sự chỉ huy của OKW, các sư đoàn mà Rommel cho là cần thiết cho chiến lược phòng thủ của mình, và do đó ông buộc phải điều các sư đoàn thiết giáp số 21, 2 và 116 từ Scheldt về Loire. Vào mùa xuân năm 1944, khi Hitler liệt Normandy vào danh sách mục tiêu thứ yếu của quân Đồng Minh, Bộ Tổng Tham mưu Tối cao Tập đoàn quân Tây có trong tay 60 sư đoàn bộ binh (180,000 quân) và 15 sư đoàn thiết giáp (1,552 xe tăng). Cụm tập đoàn quân B có 35 sư đoàn để bảo vệ đường bờ biển dài 3.000 mi (4.800 km). Nửa số bộ binh bảo vệ chỉ là các đội phòng vệ bờ biển nhỏ lẻ hoặc các binh sĩ đang được huấn luyện, và chỉ một phần tư số bộ binh tham gia phòng thủ bờ biển được trang bị vũ khí đầy đủ. (Sư đoàn Thiết giáp SS số 2 của SS-Obergruppenführer Paul Hausser cùng với các sư đoàn thiết giáp số 9 Hohenstaufen và sư đoàn thiết giáp số 10 Frundsberg được gửi tới Ba Lan vào tháng 4 nhưng được gọi trở lại Pháp vào ngày 12 tháng 6).

#### Bức tường Đại Tây Dương
Việc chỉ huy các lực lượng phòng thủ ở mặt trận phía Tây được Hitler thực hiện thông qua OKW (Bộ Chỉ huy Tối cao Quân lực Đức). Việc xây dựng các công sự phòng thủ nằm tại các cảng biển đã được hoàn tất trong năm 1940 và cuộc đổ bộ của quân Đồng Minh tại Dieppe vào tháng 8 năm 1942 đã sớm chứng minh được hiệu quả của các công trình phòng thủ này với chỉ 600 quân Đức thương vong, còn quân Đồng Minh phải rút lui chỉ sau vài giờ chiến đấu.Vào tháng 3 năm 1940, Hitler ban hành chỉ thị số 40, trong đó nêu rõ rằng nếu có một cuộc đổ bộ do quân địch tiến hành thì phải khiến địch thất bại ngay khi đang còn ở trên biển hoặc chi ít là ở trên bờ biển; vào tháng 11 1 năm sau đó, Hitler ra thêm chỉ thị số 50 yêu cầu tăng cường phòng thủ khu vực phía Tây lục địa châu Âu.Rommel thì được chuyển từ mặt trận Ý sang để kiểm tra các công sự bờ biển. Sau đó, đến lượt Cụm Tập đoàn quân B được chuyển sang cũng từ mặt trận Ý để chỉ huy các Tập đoàn quân số 15 từ Antwerp, Bỉ chuyển sang Orne, Pháp và Tập đoàn quân số 7 từ Orne sang sông Loire, nhưng tập đoàn quân này chỉ được đóng trên một vùng bờ biển có chiều sau khoảng 9,7 km. Xa hơn về phía Nam, Cụm Tập đoàn quân G gồm các tập đoàn quân số 1 và số 19 phòng thủ phần bờ biển Pháp bên phía Đại Tây Dương và vùng Địa Trung Hải.Các lực lượng sâu hơn trong đất liền thì vẫn do Rundstedt chỉ huy nhưng cuối cùng thì các sư đoàn thiết giáp và bộ binh cơ giới hóa của Đức Quốc Xã lại bị chia ra cho Bộ Chỉ huy Tối cao Quân lực Đức đồng chỉ huy cùng với hai Cụm Tập Đoàn quân, còn Rundstedt chỉ còn chỉ huy có 3 sư đoàn trong Cụm Tập đoàn quân G. Các công nhân dân sự từ Tổ chức Todt và binh lính  xây dựng các Perlenschnur (Tạm dịch: Chuỗi hạt ngọc trai) - là các công sự bằng thép và bê tông có các mạng lưới hỏa lực nằm chồng lên nhau dựa trên các mạng lưới chống cự (Widerstandsnester) gồm các hỏa điểm (Stüzpunkter) và các nhóm hỏa điểm mạnh (Stützpunktgruppe). Các chướng ngại vật và hào chống tăng được xây dựng, số lượng các mìn (cả thật lẫn giả) được đặt tăng lên rất nhiều, cụ thể là cao gấp 3 lần so với năm 1941.Cho đến hết năm 1943, khoảng 8500 công sự được hoàn thành và từ đầu năm 1944 cho đến trước ngày quân Đồng Minh đổ bộ thì có thêm tới 12,247 công sự tiếp tục được hoàn tất chỉ riêng ở Bắc Pháp. Các trận địa pháo được di chuyển và nhiều vị trí giả được dựng lên để đánh lừa không quân Đồng Minh.

#### Bờ biển Normandy
Vùng Normandy (Calvados) có bờ biển rộng và một số bến cảng nhỏ, lại gần với cảng lớn Cherbourg. Có một khu vực với chiều dài 18 mi (29 km) giữa  vùng cửa sông Orne ở phía Bắc Caen và Arromanches thì thích hợp cho việc đổ bộ ngoại trừ các vùng đá ngầm ngăn các tàu chiến lớn đến gần bờ hơn. Vào năm 1944, khu vực từ sông Seine cho tới Cherbough với chiều dài 150 mi (240 km) được trấn giữ bởi sáu sư đoàn Đức, bốn trong số này được thành lập từ các đoàn phòng vệ bờ biển, cùng với sự hỗ trợ của sư đoàn Thiết giáp số 21 (của Trung tướng Edgar Feuchtinger). Tại bãi Sword, có tới 525 công sự kiểu "con nhím" (hedgehog), 267 cọc chống, 57 đường dốc gỗ, 46 chướng ngại vật dạng cointet barrier được dựng lên để ngăn cản việc đổ bộ của quân Đồng Minh kể từ tháng 6, với ước tính cứ 3 yd (2,7 m) thì sẽ có một chướng ngại vật được xây dựng, tiêu tốn khoảng 245 tấn Anh (249 t) thép, 124 tấn Anh (126 t) gỗ cùng với một lượng lớn bê tông. Phần lớn các chướng ngại vật này đều gắn mìn hay đạn pháo phòng không, với 1 lb (0,45 kg) thuốc nổ trên 1 yd (0,91 m) diện tích bãi biển.Các vùng đất xung quanh bờ biển được công sự hóa, cùng với một Stüzpunktgruppen xây dựng ở Franceville và Franceville tại vùng cửa sông Orne, một trận địa pháo phòng không được làm bằng thép và bê tông đặt tại Merville với 4 khẩu 75 mm, một khẩu đội pháo 155 mm được xây dựng ở phía Nam Ouistreham. Trên 8 mi (13 km) bờ biển kép dài từ Riva Bella cho đến vùng căn cứ (Stützpunkt) tại Corseulles, chín ổ kháng cự (WN, Widerstandsneste) được xây dựng dọc theo các tường chắn sóng và các đụn cát ven biển. Phần lớn các ổ kháng cự này đền có các ụ bê tông nhằm tăng khả năng chống chịu trước các cuộc pháo kích và ném bom đường không. Các ổ này cũng có các vị trí súng máy, các vị trí công sự lựu pháo cũng như các hầm bê tông lớn để bảo vệ quân đồn trú.
Không có các dãy công sự phòng thủ thứ cấp nhưng pháo dã chiến và pháo chống tăng được đào ụ cách vị trí bờ biển từ 2–4 mi (3,2–6,4 km), binh lính thì đóng trong những chỗ trú quân trong các chỗ trú quân có trong các khu dân cư nhằm ngăn chặn việc chọc thủng phóng tuyến cho đến khi lực lượng dự trữ đến.Sư đoàn Bộ binh số 716 (của Trung tướng Wilhelm Richter) cùng với hai sư đoàn khác (ước tính 9,343 quân) được tăng viện đến vùng dưới sự hỗ trợ của sư đoàn pháo binh số 1716 có trong tay 5 khẩu đội pháo của người Nga và Pháp cùng với 1 đại đội pháo chống tăng. Cho đến đầu năm 1944, các sư đoàn của quân Đức bố trí trên một mặt trận từ Le Hamel cho tới Merville-Franceville-Plage với 4 khu vực đóng quân chính, với tổng số lượng mìn bố trí trên mặt trận này là 13,400 (khoảng một nửa trong số này bị vô hiệu hóa do ăn mòn ngòi nổ). Cho đến vài tuần trước khi đổ bộ diễn ra, sư đoàn phòng thủ có khoảng 7,771 người trong các trung đoàn số 726 và 736 (mỗi trung đoàn này có 3 tiểu đoàn), với 96 súng máy các loại, 11 khẩu cối 50 ly, 13 khẩu cối 80 ly với các sư đoàn Grenadier Ostbattaillon được huấn luyện kém với phần lớn binh lính là người Ba Lan, 1 đại đội chống tăng hỗ trợ cùng với một số khẩu đội chống tăng khác. Sư đoàn Thiết giáp số 21 được điều chuyển đến Caen vào tháng 5, với 140 xe tăng và 50 pháo tự hành xung kích án ngữ ở khu vực phía Nam thành phố, hai tiểu đoàn panzergrenadier được bố trí ở bờ đối diện của sông Orne (tức phía Bắc Caen), cùng với lực lượng pháo binh bờ biển hỗ trợ phòng thủ chiều sâu trên môt mặt trận dài 8 mi (13 km) cho sư đoàn Bộ binh số 716.

## Kế hoạch tác chiến

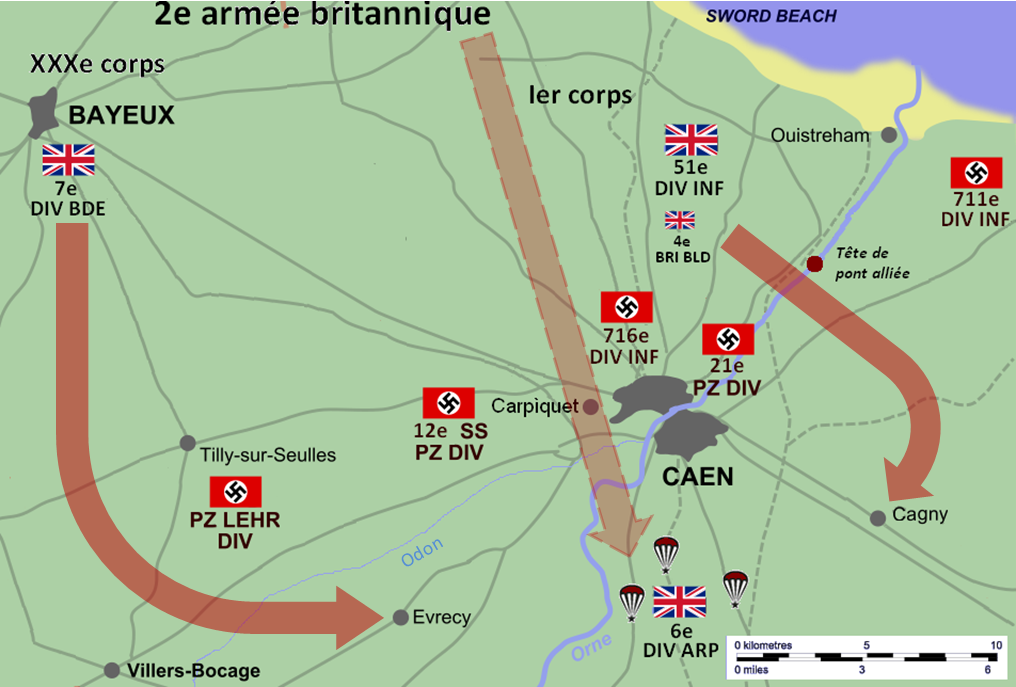
Lược đồ tác chiến của kế hoạch dự phòng Wild Oats.

Vào rạng sáng ngày đổ bộ, Sư đoàn dù số 6 (được biên chế thêm tiểu đoàn dù Canada số 1) sẽ tiến hành chiến dịch Tonga. Mục tiêu của chiến dịch là chiếm kênh Caen và cầu sông Orne ở vùng hạ lưu của con sông bằng một cuộc tấn công chớp nhoáng, sau đó thiết lập một đầu cầu ở bờ Đông của con sông này và ngăn chặn mọi cuộc phản công của quân Đức tại vùng. Quân đoàn 1 (của Trung tướng John Crocker) sẽ tiến vào đất liền cùng Sư đoàn Bộ binh Canada số 3 (của Thiếu tướng Rod Keller) từ bờ Tây là bãi Juno và Sư đoàn Thiết giáp Canada số 2 rồi tiến về phía Nam và cắt đứt tuyến đường bộ Caen–Bayeux cho đến Carpiquet (Tây Bắc Caen). Sư đoàn Bộ binh số 3 (của Thiếu tướng Tom Rennie) và sư đoàn Thiết giáp số 27 sẽ tiến từ bãi Sword thẳng về phía Caen. Nếu thành phố chiếm được ngay ở lần đầu tiến công vào thành phố thì quân đoàn 1 sẽ chiếm lấy vùng cao điểm phía Nam ở cung đường Falaise, còn nếu quân phòng thủ Đức ngặn chặn được cuộc tấn công này thì quân đoàn Anh sẽ thiết lập một vành đai phòng thủ ở ngoại vi thành phố. Nếu tới ngày D-Day mà Caen vẫn không chiếm được thì chiến dịch Smock được lên kế hoạch trước đó sẽ bắt đầu khi Sư đoàn số 51 (Highland) và Lữ đoàn Thiết giáp số 4 đổ bộ và chi viện cho chiến dịch vào khoảng 3 đến 4 ngày sau đó. Chiến dịch Wild Oats, một kế hoạch khác được triển khai trước ngày đổ bộ, khi đó Quân đoàn XXX và Sư đoàn dù số 1 được giao nhiệm vụ cắt đứt toàn bộ các lối rút chạy của quân Đức ở phía Tây Caen. Cuộc đổ bộ sẽ được hỗ trợ bởi các cuộc ném bom của các máy bay ném bom chiến lược của Không quân Đồng Minh vào các vị trí nằm sâu trong đất liền, phối hợp với các cuộc bắn phá của các tàu hải quân và các bãi biển bị "làm mềm" bởi tên lửa và hỏa lực súng trường từ tàu đổ bộ.

## Trận đánh

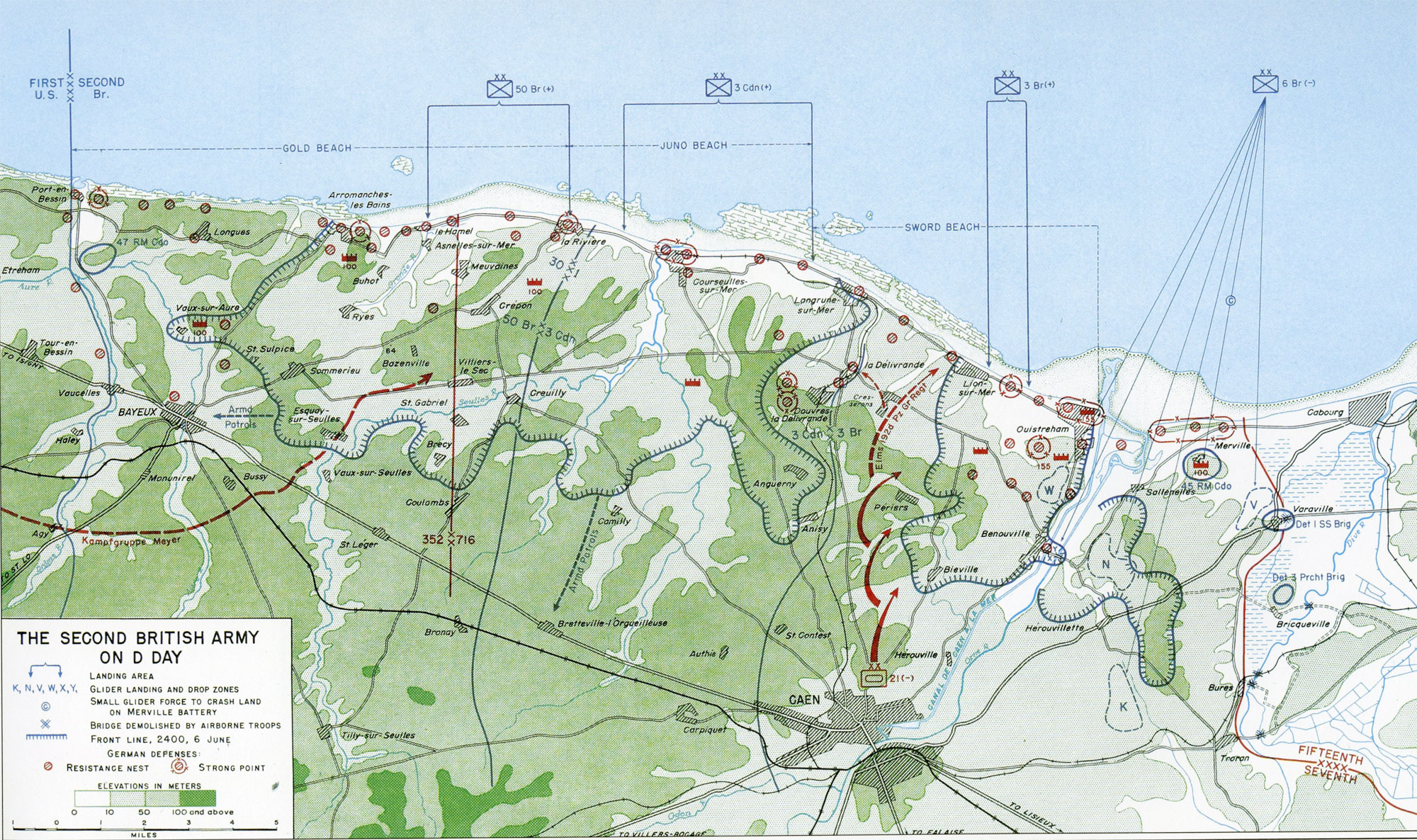
Lược đồ các bãi đổ bộ D-Day và các cuộc phản công của quân Đức, 6 tháng 6 năm 1944

### D-Day 6 tháng 6

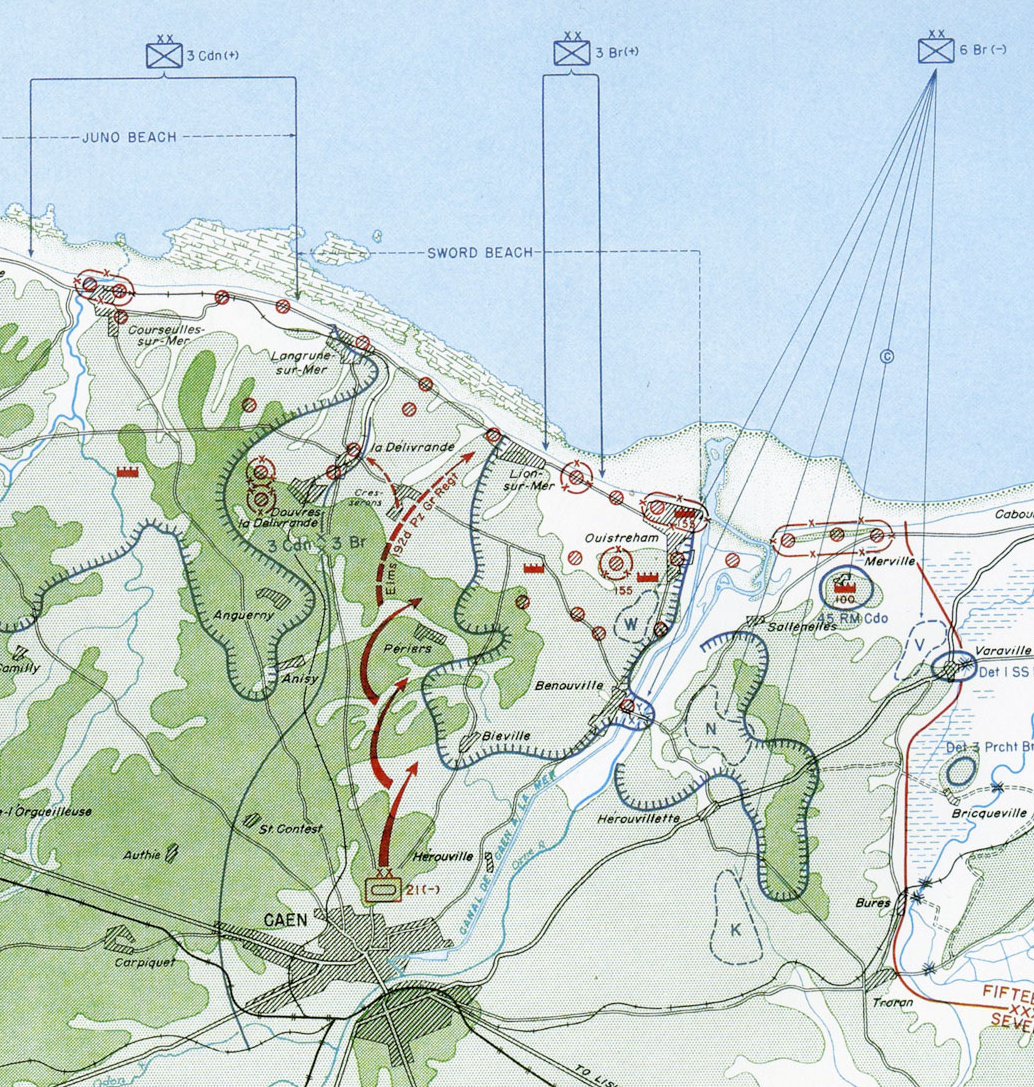
Quân đoàn 1 đổ bộ vào các bãi Juno và Sword, quân phòng thủ Đức cùng sư đoàn Thiết giáp Đức số 21 phản công, 6 tháng 6 năm 1944

Các cuộc bán phá và ném bom của hải quân Đồng Minh không thể tiêu diệt được các hệ thống phòng ngự của người Đức như kỳ vọng, ở nhiều nơi thì bộ binh, công binh cùng xe tăng Đồng Minh buộc phải tự mình tìm cách chiến đấu. Sư đoàn Bộ binh Canada số 3 đổ bộ tại bãi Juno cùng lữ đoàn Bộ binh Canada số 7 để chiếm Corseulles, nhưng phải đến chiều thi khu vực dân cư này mới nằm trong tay của quân đội Canada. Trong khi đó, cuộc tấn công của Lữ đoàn Bộ binh Canada số 8 vào Bernières và St Aubin sur Mer đã vấp phải sự kháng cự kiên quyết của quân Đức; với lữ đoàn bộ binh Canada số 9 đổ bộ theo sau, lúc này thì thủy triều lại dâng cao và nhanh hơn so với bình thường, làm bãi đổ bộ bị thu hẹp lại, gây ra tình trạng tắc đường tại các lối ra bãi biển trở nên tồi tệ hơn rất nhiều. Ở bên sườn phía Tây của quân Canada, lữ đoàn Bộ binh số 8 tiến lên bãi Sword, cùng với sự hỗ trợ cửa lữ đoàn đặc nhiệm Anh số 1 bên sườn trái (tức mạn Bắc) gặp mặt sư đoàn Dù số 6 tại điểm vượt sông Orne.
Việc thời tiết không ổn định lúc đổ bộ, điều mà không nằm trong dự liệu của người Đức, đẩy thủy triều dâng cao và xa hơn, khiến một số vật thể công sự chống đổ bộ bị chìm xuống và khiến bãi biển đổ bộ từ vùng ngập mép nước cho đến tường chắn bị hẹp lại chỉ còn 10 m (11 yd), gây cản trở việc đổ bộ của các lực lượng tiếp sau đó; ở bãi Sword cũng tương tự với từ 140 m (150 yd) lúc bình thường xuống chỉ còn 14 m (15 yd) lúc đổ bộ.Hỏa lực từ các đơn vị súng máy Đức không bị phía Đồng Minh tác động đã gây cản trở quân Anh tiến đến các chỗ dừng chân cũng như một số villas (một kiểu nhà có sân vườn rộng thường xuất hiện ở miền Nam châu Âu) ở ven biển. Một cứ điểm ở La Brèche cầm cự được đến 10 giờ sáng, tuy nhiên đến 10 giờ 30 phút sáng cùng ngày thì người Anh và Canada đã cho đổn bộ được 15 sư đoàn bộ binh, 5 lữ đoàn Commando, 7 trung đoàn thiết giáp cùng với 2 trung đoàn công binh thiết giáp hỗ trợ, 9 trung đoàn pháo dã chiến cùng với 2 trung đoàn công binh trên một đầu cầu đổ bộ chỉ rộng 8 km (5,0 mi). Đến giữa trưa thì các trung đoàn tiếp theo tiếp tục lên bờ và vượt qua các lối ra khu vực đổ bộ còn đang tắc nghẽn dưới hỏa lực pháo binh Đức để tiến vào đất liến.
Phản ứng của người Đức đối với cuộc đổ bộ chậm hơn dự kiến của quân đội Đồng Minh do họ không chuẩn bị cho viễn cảnh đổ bộ vào thời điểm ngày mùng 6 này. Từ sáng, các báo cáo từ trụ sở quân đoàn 15 buộc họ phải kích hoạt mức báo động cao nhất (Cấp 2), tuy vậy ở trụ sở quân đoàn 7 thì điều này lại không diễn ra (ngoại trừ việc tấn công khủng bố có thể xảy ra thì cảnh báo này có thể sẽ được kích hoạt). Nhiều sĩ quan cấp cao vắng mặt, và chỉ khi lính dù đổ bộ thì cảnh báo mới được kích hoạt ở quân đoàn 7. Quân Đức tiến hành tìm kiếm các lực lượng Đồng minh nhưng lại chỉ tìm ra những lính dù giả. Vào lúc 6 giờ sáng, Rundstedt yêu cầu cấp quyền chỉ huy quân đoàn Thiết giáp số 1 nhưng phải 10 giờ sau thì mới được chấp thuận. Mệnh lệnh chiến thuật của quân Đức là yêu cầu giữ nguyên vị trí chiến đấu và quân Đức ở nhiều khu vực thuộc vùng bờ biển Calvados kiên quyết chiến đấu đến cùng. Sư đoàn Bộ binh số 3 nhanh chóng đạt được đột phá tại bãi Sword khi chiến đấu với sư đoàn số 716 tại Hermanville, Ouistreham và Colleville nhưng lại bị cầm chân trở lại khi đối đầu với nhiều cứ điểm nằm sâu hơn trong đất liền là Daimler, Hillman, Morris và Rover. Hillman kiểm soát con đường ở phía Nam Caen và được gia cố cũng như ngụy trang kĩ càng, khiến quân Đồng Minh bất ngờ về quy mô cũng như việc bố trí các công sự tại đây. Morris thì đầu hàng lúc 1 giờ sáng nhưng Hillman thì cầm chân được cho tới tận sáng hôm sau và thu hút một phần lực lượng chiến đấu đang tiến tới Caen, trong khi nhiều binh lính và các xe thiết giáp vẫn tiếp tục mắc kẹt tại các lối ra của bãi đổ bộ. Chiến sự tại Hillman trì hoãn một phần các Trung đoàn Bộ binh số 8 và 185, và đem lại thời gian quý báu để bộ binh của sư đoàn Thiết giáp Đức số 21 ngăn cuộc phản công của sư đoàn dù số 6 ở bờ bên kia sông Orne nhằm tập trung đối phó với sư đoàn bộ binh 3 ở bờ Tây, mặc dù bị phát hiện và bị tấn công bằng đường không.

### Chiến dịch Perch (10 – 14 tháng 6)
Chiến dịch Perch được Montgomery lập ra nhằm tạo áp lực ở phía Đông Nam Caen bằng quân đoàn XXX, với việc sư đoàn bộ binh số 50 (Northumbrian) chiếm tuyến đường tới Tilly-sur-Seulles. Sư đoàn Thiết giáp số 7 sau đó sẽ hướng mũi nhọn tiến công của mình về phía mũi Mont Pinçon. Vào ngày 9 tháng 6, quân Anh được lệnh tiến chiếm Caen bằng hai mũi gọng kìm. Gọng kìm phía Đông sẽ do quân đoàn I cùng sư đoàn bộ binh số 51 (Highland), các đơn vị này sẽ sẽ vượt đầu cầu sông Orne và tiến công cho tới Cagny (cách Cean 9,7 km (6,0 mi) về phía Đông Nam). Quân đoàn XXX sẽ tiến công ở gọng kìm phía Tây; quân đoàn thiết giáp số 7 được lệnh thành tiến theo hướng Đông Nam, vượt sông Orne rồi chiếm Évrecy và đồi 112. Quân đoàn XXX tiến chiếm Tilly-sur-Seulles sẽ đối đầu với Sư đoàn Panzer-Lehr cùng một phần Sư đoàn Thiết giáp SS số 12, với việc hai bên đều thương vong nặng nề.

Chiến tuyến hai bên vào ngày 12 tháng 6.

Quân đoàn I của Anh trì hoãn khi tiến quân do vì tình trạng của kênh làm trì hoãn việc tiến lên của các sư đoàn theo sau và việc tấn công buộc phải hoãn lại cho đến ngày 12 tháng 6. Sư đoàn số 51 (Highland) tấn công sư đoàn thiết giáp Đức số 21 nhưng phía Đức chống trả quyết liệt, buộc chiến dịch tấn công Caen phải vào ngày 13 tháng 6. Ở phía Tây của quân đoàn XXX, sự đoàn bộ binh số 352 của Đức bị sư đoàn Northumbrian số 50 cùng với sư đoàn Mỹ số 1 đánh bại buộc tàn quân Đức tháo chạy về hướng Nam, tạo ra một khoảng hở lớn khoảng chừng 12,1 km (7,5 mi) trên chiến tuyến của quân Đức. Demspey ra lệnh cho sư đoàn thiết giáp số 7 khai thác chỗ hở này, chiếm Villers-Bocage và bọc sườn phía Tây của sư đoàn Panzer Lehr. Tuy nhiên, sau trận Villers-Bocage, với việc không thể chiếm được vị trí thì quân đoàn thiết giáp số 7 buộc phải rút khỏi khu vực vào ngày 14. Sư đoàn này sau đó được chi viện bởi Trung đoàn Thiết giáp số 33, một quân đoàn nằm ngay phía sau đơn vị, và khi sư đoàn sẵn sàng để tiếp tục tấn công thì vào ngày 19 tháng 6, một cơn bão dữ dội hoành hành eo biển Manche, làm hư hại bến cảng Mulberry và làm trầm trọng thêm sự chậm trễ trong việc chi viện cũng như tiếp tế hậu cần.

### Chiến dịch Epsom (26 – 30 tháng 6)
Vào ngày 25 tháng 6, một số đơn vị của quân đoàn XXX gồm sư đoàn bộ binh số 49 (West Riding), sư đoàn bộ binh số 50 (Northumbrian) cùng lữ đoàn thiết giáp số 8 tiến hành chiến dịch Martlet. Đòn tấn công phụ trợ cho chiến dịch Epsom này có nhiệm vụ chiếm làng Rauray và mũi đất gần đó, Fontenay-le-Pesnel, Tessel-Bretteville, và Juvigny. Đối mặt với quân Anh tham gia tấn công là tiểu đoàn số 3, trung đoàn bộ binh cơ giới SS số 26 cũng như một phần trung đoàn thiết giáp SS số 12 thuộc sư đoàn thiết giáp SS số 12 nằm ngay trên hoặc xung quanh mũi đất, với lực lượng gần như đã bị vắt kiệt trong các tuần giao tranh trước đó nhưng lại được đào hào che chắn kỹ càng. Đến cuối ngày hôm đó thì quân Anh đến được vùng rừng gần Vendes và vùng gồ phía Nam Fontenay-le-Pesnel; trong khi quân Đức giữ được Rauray và một nửa mũi đất. Hôm sau thì đến lượt Tessel-Bretteville bị người Anh chiếm trong khi quân Đức phản kích thất bại. Trong đêm đó, viện quân đến chi viện cho sư đoàn Panzer Lehr ở sườn phía Đông gần Vendes. Đến ngày 27 tháng 6, Anh chiếm vùng rừng Tessel-Bretteville và Rauray nhưng trận chiến tại mũi đất Rauray vẫn tiếp tục trong chiến dịch Epsom sau đó.

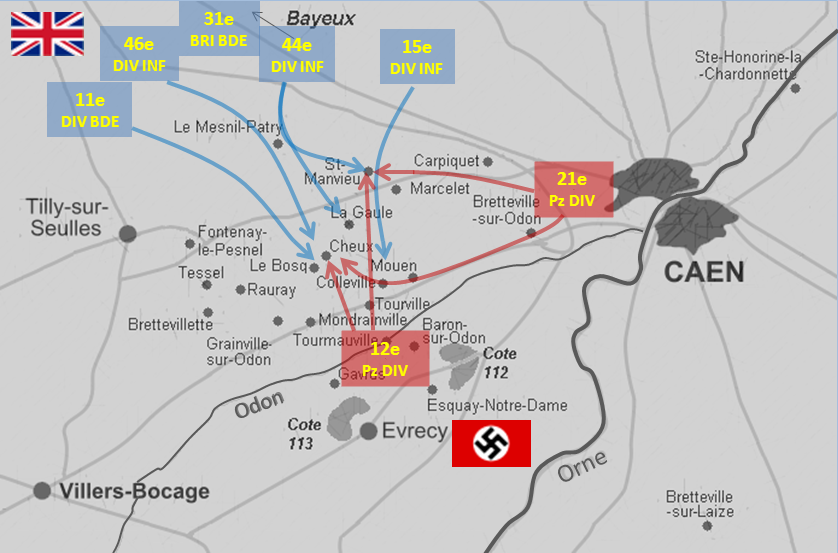
Chiến dịch Epsom vào ngày 26 tháng 6 năm 1944

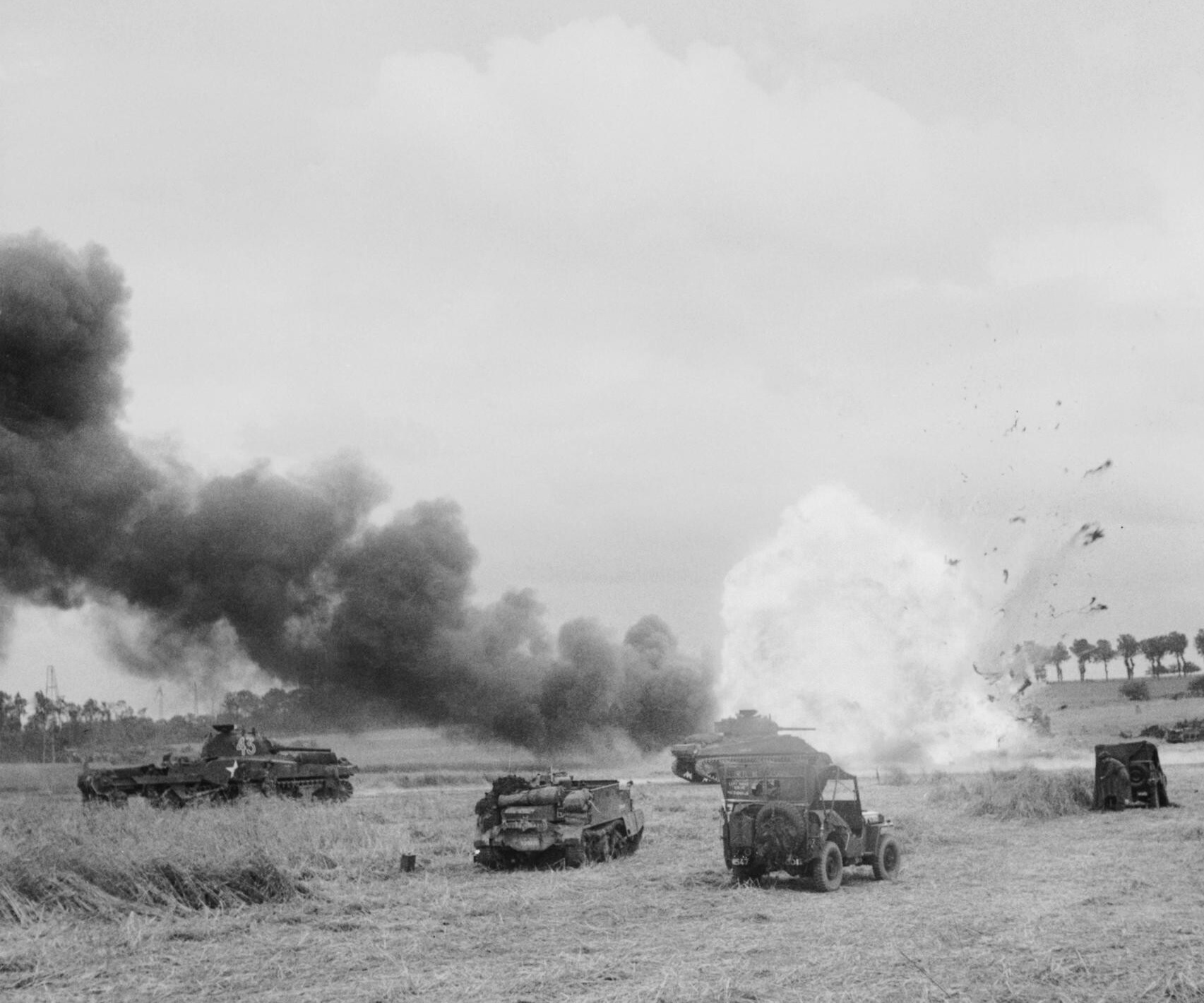
Một xe tải đạn phát nổ khi bị hỏa lực súng cối bắn trúng trong chiến dịch Epsom, 26 tháng 6 năm 1944.

Chiến dịch Epsom bắt đầu vào ngày 26 tháng 6 với mục tiêu là chiếm vùng đất cao phía Nam Caen gần Bretteville-sur-Laize với quân đoàn VIII mới đến. Chiến dịch được sự hỗ trợ của 736 khẩu pháo các loại, các tàu chiến của Hải quân Hoàng gia Anh, cùng với sự hỗ trợ từ trên không ở cả tầm thấp lẫn tầm cao (với 250 máy bay ném bom hạng nặng của RAF, tuy nhiên chiến dịch bị hoãn lại do thời tiết xấu ở Anh). Các quân đoàn I và XXX cùng tham gia hỗ trợ trong chiến dịch, tuy nhiên việc chậm trễ trong tiếp vận cũng như chuyển quân chi viện khiến cho vai trò của hai quân đoàn bị giảm bớt phần nào. Sư đoàn Bộ binh số 15 (Scottish) và lũ đoàn Tăng số 31 đạt được những bước tiến vững chắc; cho đến chiều thì các tiền đồn ở trung tâm đã bị quân Đức chiếm, chỉ có các vị trí hai bên sườn là nằm trong tay quân Đức. Trong hai ngày tiếp theo, khu vực đầu cầu sông Odon được giữ vững và mở rộng bằng cách chiếm các cao điểm có giá trị chiến thuật cùng với việc đôn sư đoàn bộ binh số 43 (Wessex) lên. Các cuộc phản công sau đó của quân Đức (vào ngày 30 tháng 6), thực hiện bởi quân đoàn Thiết giáp SS I và II buộc người Anh phải rút lui tại một số vị trí ở bờ đối diện của con sông.
Quân đoàn VIII đã tiến được gần 9,7 km (6,0 mi). Với các đơn vị dữ trữ cuối cùng, quân Đức phải cực kỳ vất vả để ngăn chặn chiến dịch của quân Anh.Các cuộc phản công bằng lực lượng mới đến của người Đức nhằm vào các đầu cầu đổ bộ của quân Đồng Minh đã bị chặn đánh và người Đức giờ không còn lực lượng thiết giáp nào có thể tái bố trí nhằm chống lại đà tiến của Tập đoàn quân Hòa Kỳ số 1 hoặc luân chuyển sang lực lượng dự bị cả.Từ 26 đến 30 tháng 6, Tập đoàn quân 2 thương vong tổng cộng 4,078 người. Còn quân đoàn VIII chết 408 người, bị thương 2,187 người cùng với 706 người mất tích. Tính đến ngày 1 tháng 7, thêm 488 người được đưa vào danh sách số người chết hoặc bị thương; con số này đối với những người mất tích là 227 người. Còn phía Đức mất tổng cộng hơn 3,000 quân và 126 xe tăng.

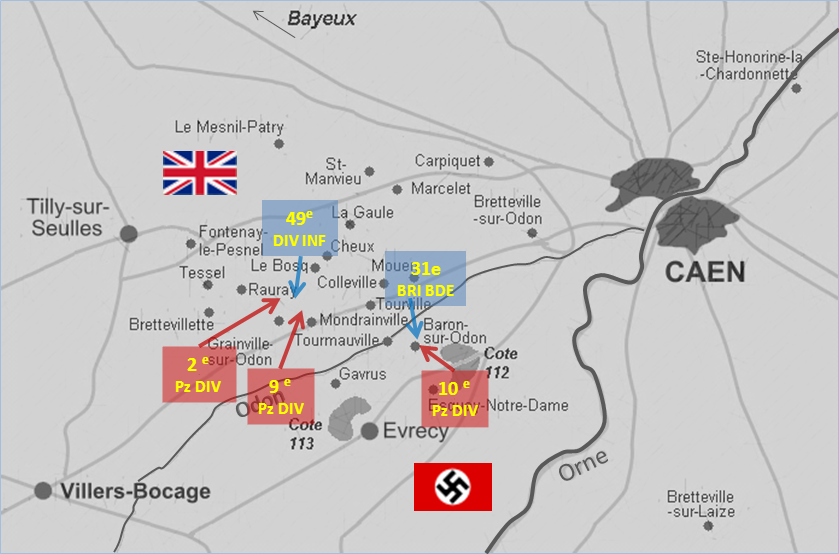
Lược đồ chiến dịch Epsom vào 1 tháng 7

Sân bay tại Capiquet gần Caen trở thành mục tiêu của ngày đổ bộ D-Day cho Sư đoàn Bộ binh số 3, tuy nhiên chúng được sư đoàn Thiết giáp Đức số 12 chiếm trước các ụ bê tông, tháp súng máy, hầm chứa máy bay, các hỏa điểm pháo chống tăng 75mm cũng như pháo phòng không 20 ly xung quanh sân bay được bao vây bởi mìn và các hàng rào dây kẽm gai. Các hoạt động của người Canada trong chiến dịch Epsom bị hủy bỏ vì sự chậm trễ trong việc điều động xuất binh. Trong chiến dịch Windsor sau đó, lữ đoàn bộ binh Canada số 8 được tăng cường thêm cho lực lượng tiến hành chiến dịch. Vào ngày 5 tháng 7 (trong chiến dịch Windsor), người Canada chiếm được Carpiquet với sự giúp sức của quân kháng chiến Pháp. Ba ngày sau đó, các lực lượng này đẩy lui các cuộc phản kích từ phía quân Đức cũng như chiếm được sân bay và các làng kề đó trong khi chiến dịch Charnwood đang diễn ra. Keller sau đó bị chỉ trích dữ dội vì không sử dụng 2 lữ đoàn cho chiến dịch cũng như việc giao cho chuẩn tướng Blackader của lữ đoàn 8 lập kế hoạch chi tiết cho chiến dịch.

### Chiến dịch Charnwood (8 – 11 tháng 7)

Bản đồ Caen cũng như các mục tiêu mà máy bay ném bom hạng nặng nhắm đến.

Ba sư đoàn bộ binh và ba lữ đoàn thiết giáp của Quân đoàn I sẽ tấn công về phía Nam Caen ở sông Orne, chiếm đầu cầu nằm ở phía Nam con sông thuộc vùng ngoại ô Caen này. Các quân đoàn thiết giáp được chuẩn bị để tiến thẳng qua thành phố nhằm hướng đầu cầu nhằm khai thác chiến thắng và càn quét qua miền Nam Caen cho  tới khu vực đầu cầu Verrières và Bourguébus, mở đường cho Tập đoàn quân số 2 tiến chiếm Calaise. Các chiến thuật mới được sử dụng, bao gồm cả việc cả việc ném bom dọn đường bởi các máy bay chiến lược của Đồng Minh nhằm hỗ trợ cho đà tiến quân của liên quân Anh-Canada cũng như ngăn không cho quân Đức chi viện cho thành phố cũng như rút lui. Việc đập tan phòng tuyến của quân Đức là nhiệm vụ thứ yếu của chiến dịch; trong khi đó không quân tầm gần và hơn 656 khẩu pháo sẽ hỗ trợ liên quân tấn công.
Vào tối ngày 7 tháng 7, các máy bay ném bom đã rót 1.800 tấn (2.000 tấn Mỹ) bom xuống thành phố. Tuy nhiên, việc lập kế hoạch cẩn thận nhằm tránh thương vong cho liên quân lại đồng nghĩa với việc máy bay sẽ ít ném bom xuống hệ thống phòng thủ của người Đức hơn. Chiến dịch ở dưới mặt đất bắt đầu vào lúc 4 giờ sáng ngày 8 tháng 7 sau một đợt pháo kích dữ dội. Đến tối thì quân Anh tiến vào ngoại ô Caen và người Đức bắt đầu rút các xe thiết giáp hạng nặng và những gì còn lại của Sư đoàn Dã chiến Luftwaffe số 16 khỏi phía Nam Caen. Phần còn lại của Sư đoàn Thiết giáp Đức số 12 tiến hành đánh chặn hậu và sau đó rút bên kia sông Orne.
— Arthur Wilkes mô tả cảnh tượng anh nhìn thấy được trong chiến dịch.
Trong khi đó, Sư đoàn Thiết giáp SS số 12 rút lui trong đêm tối và đến rạng sáng ngày 9 tháng 7, quân tiên phong của Anh và Canada tiến vào thành phố và người Canada cũng chiếm sân bay Carpiquet. Đến giữa trưa, quân Đồng Minh tiến đến bờ Bắc sông Orne. Một số cây cầu vẫn còn nguyên vẹn nhưng bị chặn bởi các chướng ngại vật và quân Đức phòng thủ ở bờ bên kia cây cầu, sẵn sàng trong trạng thái phản công liên quân. Trong trận chiến, "Từ những ngôi nhà còn đứng vững được trên trận địa bỗng xuất hiện sự sống trở lại, người dân Pháp dần nhận ra là chúng tôi đã chiếm thành phố. Họ chạy ra khỏi nhà cùng với ly và chai rượu vang trên tay.""
Chiến dịch Sao Mộc bắt đầu vào ngày 10 tháng 7, với lực lượng tham gia gồm các lực lượng sau của Quân đoàn VIII là Sư đoàn Bộ binh số 43 (Wessex) và Lữ đoàn Thiết giáp số 4 nhằm chặn một cuộc rút lui của quân Đức sau chiến dịch Charnwood. Người Đức ở phía đối diện có 5 tiểu đoàn bộ binh, 2 chi đoàn xe tăng Tiger, hai đại đội Sturmgeschütz và Nebelwerfer (hầu hết đến từ Sư đoàn Thiết giáp SS số 10), với lực lượng dự bị là một phần Sư đoàn Thiết giáp SS số 9 và Sư đoàn Thiết giáp SS số 12 (Hitlerjugend). Lực lượng tấn công dự định đánh chiếm các làng Baron-sur-Odon, Fontaine-Étoupefour, Château de Fontaine cùng với đồi 112 vào lúc 9 giờ sáng. Sau giai đoạn đầu của cuộc tấn công, vị trí của đồi 112 sẽ che chắn cho lực lượng hành quân tiến chiếm Éterville , Maltot và các vùng đất ven sông Orne. Hơn 100 khẩu cối và pháo dã chiến pháo kích báo hiệu mở đầu chiến dịch. Cuộc hành quân bắt đầu sau các đợt pháo kích của hải quân nhưng những chiếc xe tăng Tiger của Tiểu đoàn tăng hạng nặng số 102 áp đảo về hỏa lực so với những chiếc xe tăng như Churchill hay Sherman. Hai bên giằng co nhau đồi 112, biến khu vực đỉnh đồi trở thành vùng đất không người. Một vài ngôi làng gần khu vực bị chiếm giữ và Sư đoàn Thiết giáp SS số 9 được gửi từ lực lượng dự trữ nhằm ngăn đà tiến của quân Đồng Minh, qua đó quân Đồng Minh đạt được mục tiêu đề ra của mình.

### Chiến dịch Goodwood

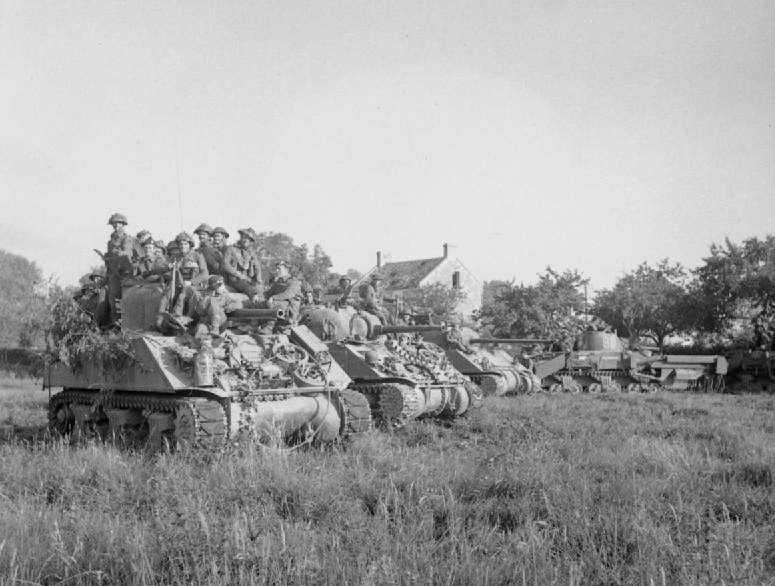
Hai biến thể của xe tăng Sherman (Sherman Firefly và Sherman Crab) mang theo bộ binh đợi lệnh bắt đầu chiến dịch Goodwood.

Ngày 18 tháng 7, Quân đoàn VIII tiến hành chiến dịch Goodwood. một đòn tấn công của 3 sư đoàn thiết giáp vào dãy đất Bourguébus đang do quân Đức nắm giữ, cũng với khu vực nằm giữa Bretteville-sur-Laize và Vimont, nhằm buộc người Đức phải tung các lực lượng thiết giáp dự trữ của mình để phản công. Chiến dịch là tiếp đà tiến của trận sông Odon thứ hai, một cuộc tấn công của các quân đoàn XXX và XII nhằm gây thương vong và thu hút quân Đức của Tập đoàn quân Thiết giáp Tây (Panzergruppe West) ở phía Đông khu vực đầu cầu. Ngày 18 tháng 7, Quân đoàn I tiến hành tiến công nhằm củng cố chiến quả là các ngôi làng và sườn phía Đông của quân đoàn VIII. Ở bờ Tây, Quân đoàn Canada II tiến hành chiến dịch Atlantic nhằm chiếm những vùng đất còn nằm dưới sự kiểm soát của người Đức tại vùng Caen phía Nam sông Odon.
Người Đức có thể đã chặn được quân Anh gần dãy đất Bourguébus, tuy nhiên họ bị sốc trước cường độ cuộc pháo kích cũng như đối với các cuộc ném bom mở đầu của các đơn vị chiến đấu trên không. Người Đức trên thực tế chỉ có đủ nguồn lực để phòng thủ được sâu về phía Nam Caen. Khu vực ngoại ô thành phố tiếp giáp với bời Nam của con sông đã bị chiếm trong chiến dịch Atlantic. Còn người Anh thì tiến sâu khoảng 11 km (6,8 mi) vào thành phố từ khu vực phía Đông và chiếm được 11.000 mét (12.000 thước Anh) đất ở phía Nam thành phố. Đòn tấn công củng cố quan điểm của người Đức rằng sườn phía Đông của quân Đức bị đe dọa nặng nề nhất và nhiều đơn vị di chuyển về phía Đông để tăng chi viện cho khu vực này, kể cả các đơn vị cơ động còn lại của Sư đoàn Thiết giáp Đức số 2 gần Caumont. Blumenson ghi chép rằng các lực lượng Anh chịu thương vong 4,000 người và bị loại khỏi vòng chiến 500 xe tăng, tức khoảng 36% số xe tăng Anh đang hoạt động tại Pháp.Buckley viết vào tác phẩm mà mình xuất bản năm 2004 rằng "Goodwood là một chiến dịch có nhiều thiết sót, với một bản kế hoạch được lập nên một cách sơ sài, trong khi khó có khả năng đạt được thành công"; ông cũng cho rằng chiến dịch "thể hiện sự hiểu biết nghèo nàn của chỉ huy liên quân về các lực lượng thiết giáp trong điều kiện chiến đấu cơ động" và việc "những sự do dự về chiến thuật của lực lượng thiết giáp Anh là đáng kể và đáng báo động".Buckley viết một tác phẩm năm 2014 rằng chiến dịch Goodwood và Atlantic gây cho liên quân Anh-Canada thương vong 4,800 lính và bị bắn hạ khoảng 400 xe tăng, nhưng xe tăng Đức vẫn tiếp tục đứng chân ở rìa phía Nam của thành phố theo như kế hoạch.Cho đến 25 tháng 7, hơn 600 xe tăng (kể cả các đơn vị Tiger) đối mặt với Tập đoàn quân 2 và 150 xe tăng đối với Tập đoàn quân Hoa Kỳ số 1. Người Đức không bị tiêu diệt nhưng chỉ huy lực lượng của họ lại tin về định mệnh của trận chiến đã được định đoạt.

### Chiến dịch Atlantic
Trong trận Caen, Sư đoàn SS Thiết giáp số 1 đã biến dãy đất Verrières cao 27 mét (89 ft) thành khu vực công sự chính của họ, với hàng tăm khẩu pháo, cối, Nebelwerfers, tăng cũng như bộ binh lên tới 3 sư đoàn.Ngày 18 tháng 7, chiến dịch Atlantic mở màn, sớm hơn chiến dịch Goodwood tầm 45 phút. Sư đoàn Bộ binh Canada số 2 chiếm Giberville và vùng công nghiệp ngoại ô thành phố Caen là Colombelles và Vaucelles phía Nam sông Orne. Đến giữa chiều, hai đại đội của đơn vị Black Watch đã vượt sông, trong khi đó Lữ đoàn Bộ binh Canada số 5 tiến công theo hướng Nam tới Saint-André-sur-Orne. Với bờ Nam con sông được đảm bảo, các Lữ đoàn Bộ binh số 4 và 6 di chuyển vào các vị trí chiến thuật nhằm chuẩn bị cho giai đoạn hai của chiến dịch, cuộc tấn công vào dãy đất Verrières (Bourguébus theo cách gọi của người Anh). Ngày 19 tháng 7, Lữ đoàn Thiết giáp số 7  chiếm Cormelles, cùng lúc này Lữ đoàn Bộ binh số 5 chiếm được phần phía Đông dốc cao thuộc Điểm cao 66 (làng Ifs). Sư đoàn Thiết giáp SS số 1 và Sư đoàn Bộ binh số 272 phản kích nhưng bị đẩy lùi. Ngày 20 tháng 7, Trung đoàn Nam Saskatchewan, Trung đoàn Queen's Own Cameron Highlanders của Canada cùng Trung đoàn Thiết giáp số 27 (Trung đoàn The Sherbrooke Fusiliers), dưới sự hỗ trợ của các máy bay Hawker Typhoons, tiến công dãy đất. Trung đoàn Cameron Highlanders tiến công Saint-André-sur-Orne nhưng bị đẩy lui trở lại. Các cơn mưa nặng hạt đã khiiếnn lực lượng xe tăng và bộ binh tiến công cùng với máy bay phải nằm im mà không thể tiến lên được, và đơn vị Nam Saskatchewan mất 288 người. Các nhóm chiến đấu của 4 sư đoàn thiết giáp Đức phản công và buộc người Canada phải quay về tuyết xuất phát của mình. Trung đoàn Essex Scotland mất k. 300 người. Ngày 21 tháng 7, Simond yêu cầu đơn vị Black Watch cùng trung đoàn Highlanders Calgary thiết lập một phòng tuyến dọc theo dãy đất Verrières. Hai tiểu đoàn cùng Sư đoàn Bộ binh Canada số 3 phải tương đối vất vả để đánh bại các cuộc phản công của quân Đức từ hai sư đoàn Thiết giáp SS.

### Chiến dịch Mùa xuân

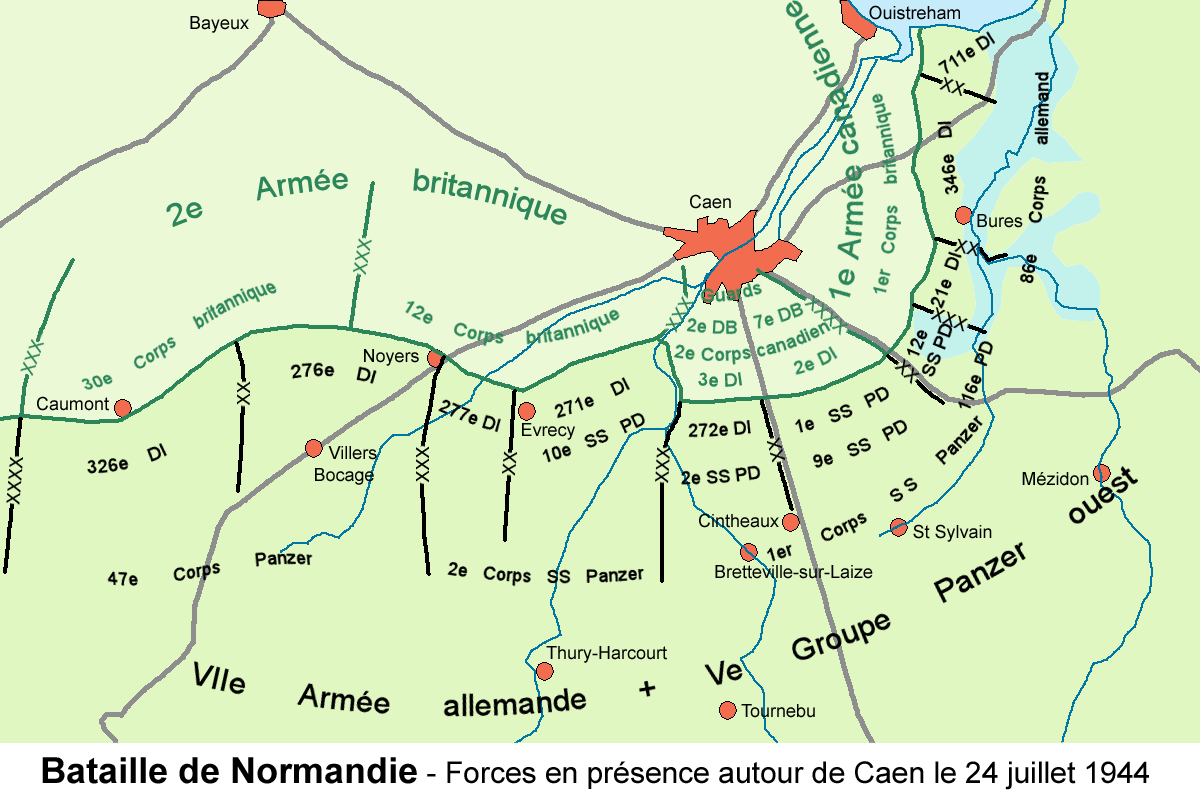
Lược đồ trận đánh ngày 24 tháng 7, các vùng lãnh thổ giành được sau các chiến dịch Atlantic và Goodwood cùng với sự bố trí lực lượng hai bên sau trận đánh.

Vào ngày 25 tháng 7, quân đoàn Canada số 2 tiến hành chiến dịch Mùa xuân tại dãy đất Verrières (Bourguébus) gần như đồng thời với chiến dịch Cobra của quân Mỹ ở phía Tây với mục tiêu chiếm dãy đất và một số ngôi làng ở phía Nam sườn Nam của dãy đất này. Quân Đức tại Verrières cùng với lực lượng thiết giáp của họ gây thương vong lớn cho quân lính cũng như các lực lượng thiết giáp của Canada, khiến cuộc tấn công nhanh chóng "chìm xuống" vào cuối ngày.

## Kết quả

### Phân tích

#### Về địa thế
Badsey viết rằng các ghi chép của trận chiến có ghi nhận ảnh hưởng của thời tiết và địa hình, nhưng sau đó lại đưa ra các đánh giá chi tiết đối với các chỉ huy quân Đồng Minh, ca ngợi Eisenhower về quyết định của ông trong ngày 6 tháng 6 dưới điều kiện thời tiến không ổn định. Montgomery thì lại bị đổ lỗi vì không hoàn thành được các mục tiêu của ngày D-Day như kiểu là do thời tiết không có liên quan gì cả, mặc dù thời tiết lại gây khó khăn làm lính dù bị phân tán khi đổ bộ và dồn các  lực lượng đổ bộ về phía Đông của bãi biển. Việc bãi Sword hẹp cũng khiến cho Sư đoàn Bộ binh số 3 phải đổ bộ khoảng năm lữ đoàn, không khi ở cùng thời gian đó các Sư đoàn số 50 và Sư đoàn Canada số 3 đổ bộ 2 sư đoàn ở các bãi Gold và Juno. Mặc dù có lợi thế khi được đổ bộ ở một bãi rộng hơn nhiều, phải đến ngày D+7 thì Sư đoàn số 51 (Highland) mới có thể lên bờ được. Sự chậm trễ của quân tiếp viện quyết định nhiều đến đà tiến của quân Đồng Minh vào những vùng đất sâu hơn trong đất liền sau ngày đổ bộ D-Day. Quân Đồng Minh dự tính là trong vòng từ 12 đến 24 giờ là quân Đức có thể chặn đánh quân đổ bộ nhưng những thành công của quân Đồng Minh đã buộc các chỉ huy Đức phải ngừng tranh cãi liên quan đến việc bố trí các sư đoàn thiết giáp của các chỉ huy Đức cũng như khiến các quan điểm đổ lỗi cho một số thất bại của quân Đồng Minh trở nên phù hợp hơn trên bối cảnh thực tế trên chiến trường này. 

#### Cảng Cherbourg

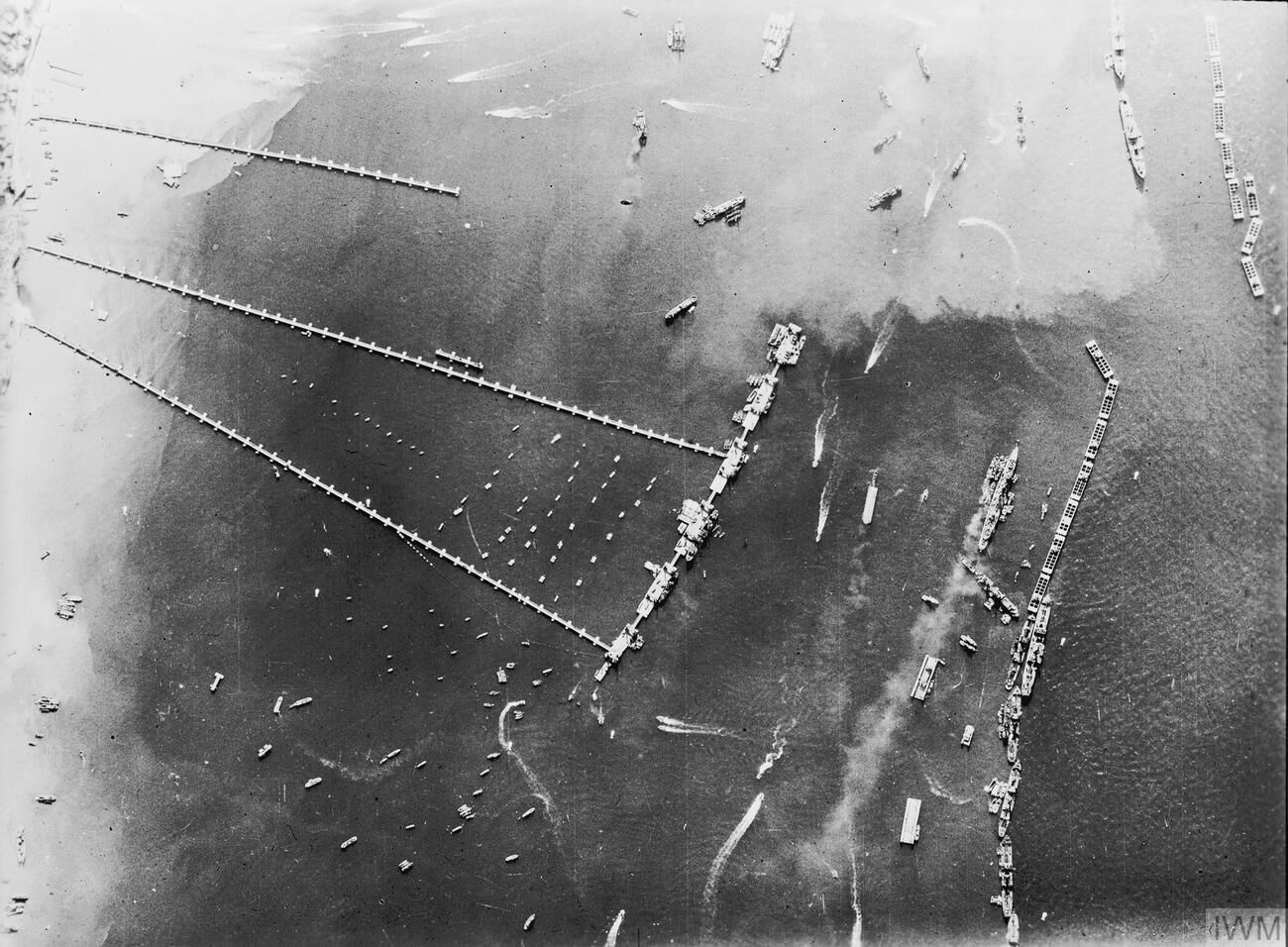
Mulberry B với góc nhìn từ trên không (27 tháng 10 năm 1944)

Theo Badley, trong quá trình trận đánh diễn ra, quân Đồng Minh nhận thấy Cherbourg đóng vai trò là một cảng trung chuyển hàng hóa, và việc đổ bộ vào bờ biển Calvados thay vì bán đảo Cotentin là một sự thỏa hiệp; do việc lợi thế phòng thủ của người Đức do địa hình bán đảo Cotentin và tầm quan trọng của việc giành các vùng đất phía Nam Caen để xây dựng sân bay. Quân Đức nhận định rằng vai trò của quân Đồng Minh với Cherbourg là một Schwerpunkt (Cảng mục tiêu chính), cho dù quân Đức có thể thấy được cảng Mulberry đang được quân Đồng minh xây dựng kia. Luftwaffe được yêu cầu nỗ lực tối đa nhằm chống lại các tàu hàng đồng minh vào ngày 7 tháng 6, tuy vậy các hoạt động của Phi đội số 3 (Luftflotte 3) tỏ ra không hiệu quả. Không có một ghi chép nào còn sót lại cho thấy Cụm tập đoàn quân B cũng như Tập đoàn quân số 7 có đủ hiểu biết để nhận ra rằng việc Mulberries xây dựng đã khiến cho quân Đồng Minh không còn cần thiết phải giải phóng nhanh chóng Cherbourg nữa. Ngày 14 tháng 6, Tập đoàn quân số 1 lại gây bất ngờ cho quân Đức một lần nữa, với việc tấn công qua bán đảo Cotentin nhưng đến ngày 21 sau khi đổ bộ thì mới chiếm Cherbourg (trễ hơn kế hoặc 5 ngày) với chỉ một nửa lượng hàng chưa được xếp dỡ từ tháng 7. Badsey viết rằng việc bỏ qua tầm quan trọng của quân Đồng Minh với cảng Mulberry của quân Đức là vì nhấn mạnh đến hiệu quả trong việc tiếp vận vũ khí qua cảng cũng như lối tư duy truyền thống cho rằng cảng Cherbourg là cảng gần nhất với khu vực đổ bộ của quân Đồng Minh.

### Các sử gia viết về trận Caen

#### Terry Copp, 2003
Trong cuốn Fields of Fire: The Canadians in Normandy (2003), Terry Copp viết rằng màn trình diễn của người Canada trong trận chiến đã bị đánh giá thấp và mô tả sự tinh tế trong các hoạt động về chiến thuật cũng như chiến dịch của quân đội Canada. Copp cũng viết rằng mặc dù người Đức thể hiện sự kháng cự mãnh liệt, họ không hề có năng lực để tổ chức phòng thủ và chiến thuật tổ chức phản kích ngay lập tức của quân Đức là quá chậm, khi hỏa lực của quân Đồng Minh đủ mạnh để những cuộc phản kích trở nên vô nghĩa. Người Đức được cho là thất bại trong việc ngặn chặn quân Đồng Minh, phần lớn là do sự ngặn chặn đến từ phía Đồng Minh; điều này được xem là một thành công lớn về mặt chiến thuật, chiến dịch cũng như chiến lược của quân đội Đồng Minh. Copp cũng viết rằng liên quân Anh-Canada bị chỉ trích vì thiếu "học thuyết chiến đấu nhóm" bộ binh-tăng đã được sử dụng bởi quân Đức và điều này là chính xác; mọi hành động đều được cho phép và các chỉ huy thiết giáp được tự do lựa chọn chiến đấu theo phương pháp mà mình mong muốn, điều này hóa ra lại tạo lợi thế cho quân đội sau khi phát hiện rằng việc tái tổ chức và cơ cấu lại là việc làm cần thiết.

#### Stephen Badsey, 2006
Trong một bài viết năm 2006, Badsey nhận thấy rằng các cuốn sách lịch sử "thông thường" viết về cuộc đổ bộ Normandy gồm có tài liệu liên quan đến các cuộc thảo luận cũng như các kế hoạch của quân Đồng Minh và của người Đức, sau đó là mô tả thông qua quá trình thực chiến của binh lính và cuối cùng thì, hoặc dừng lại ở việc mô tả các trận chiến tại các bãi, hoặc đánh giá về "màn trình diễn" của các tướng lĩnh Đồng Minh. Việc nối thông năm bãi đổ bộ chắc chắn là sẽ xảy ra và một số tác giả nói đến việc sau bao lâu nữa thì chiếm được Caen. Cuộc chiến được mô tả là gia tăng cường độ vào ngày 13 tháng 6 cùng với hành động đáng chú ý "nhưng được nhắc đi nhắc lại rất nhiều" thực hiện bởi Obersturmführer Michael Wittmann ở Villers-Bocage. Những câu chuyện như thế này thường là được thuật lại từ hồi ký và hồi ức của các sỹ quan cấp cao của quân Đồng Minh cũng như là người Đức hay sĩ quan cấp dưới và các nhà báo có cùng quan điểm tán thành họ. Badsey viết rằng một số có thể bịa các sự kiện không có thật, đó là việc Eisenhower, Montgomery và Bradley đưa ra những mệnh lệnh giống nhau, đó là thay vì đi chiếm các khu vục sâu trong đất liền thì quân Đồng Minh sẽ nối thông các bãi biển với nhau. Badsey nói rằng điều này là không chính xác và chỉ có thể có một chỉ huy ra lệnh như vậy và một vài ngày sau đó thì họ chờ những động thái tiếp theo có thể xảy ra. Cho đến khi việc thống nhất quân Đồng Minh hoàn tất vào ngày 12 tháng 6 thì các sự kiện tiếp sau đó được quyết định thông qua kế hoạch của quân Đồng Minh, cơ cấu và việc huấn luyện quân đội cho quá trình tấn công, cũng như thứ được gọi là "nền văn hóa quân sự và quốc gia", tức là các học thuyết quân sự theo định nghĩa hiện đại.

### Các hành động bạo lực

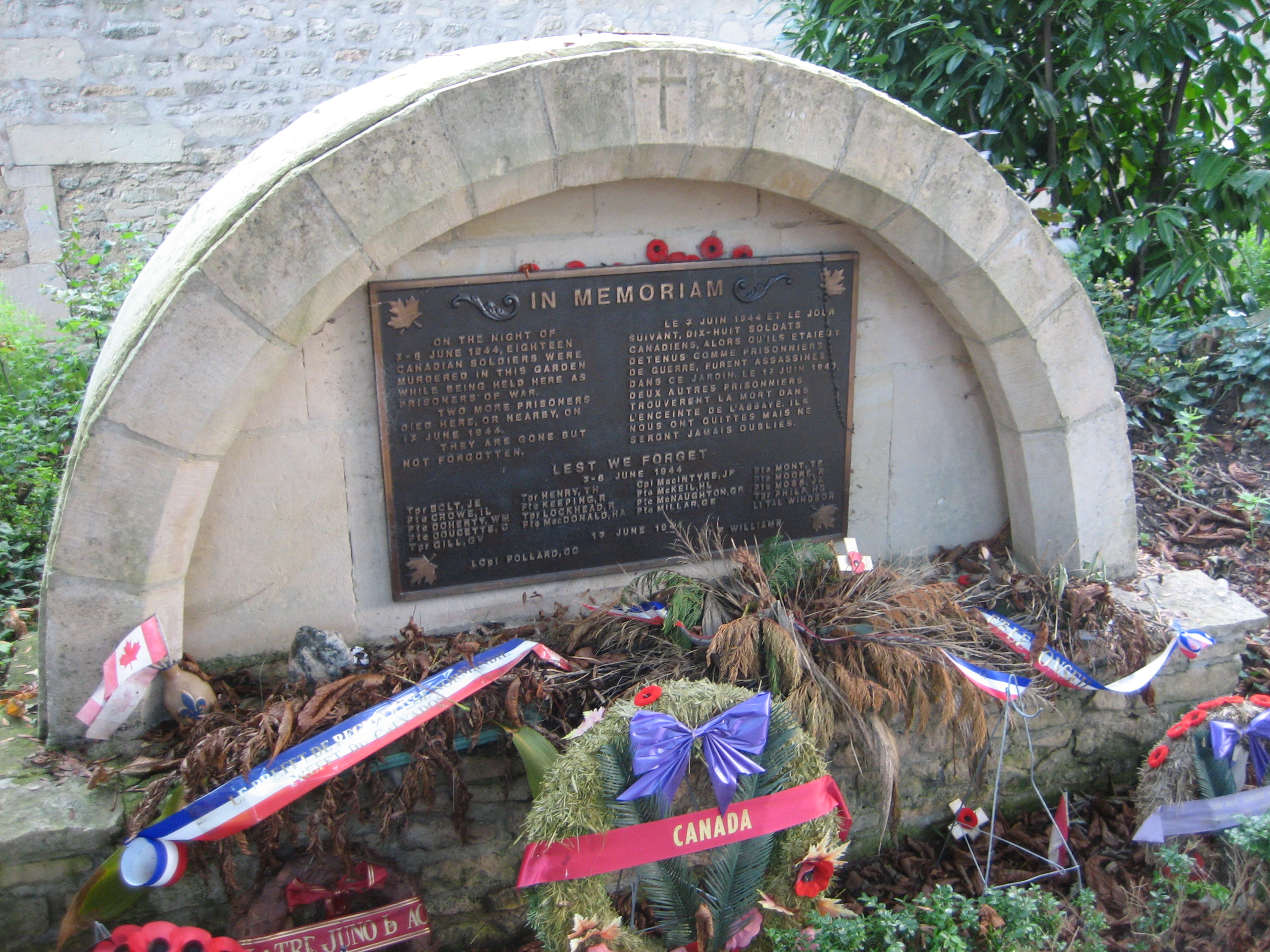
Khu vực tưởng niệm cho các nạn nhân là binh sĩ người Canada đã bị giết ở khu vườn của Tu viện Abbey.

Binh lính của Sư đoàn SS số 12 đã bắn chết 156 tù binh chiến tranh Canada trong trận Normandy. Sau trận Le Mesnil-Patry, lính của Sư đoàn SS số 12 đã bắt được 7 binh lính của người Canada lang thang trong vùng vành đai trắng của trận chiến, tất cả những người này đều đang mệt mỏi và đói khát. Họ sau đó được thẩm vấn bởi Trung đoàn SS-Pioniere số 12 tại một trụ sở đặc biệt ở làng Mouen, cách Le Mesnil-Patry 8 km (5 mi) về phía Đông Nam. Ngày 14 tháng 7, hai thành viên của Trung đoàn Hussars số 1 đã tiến đến tuyến của người Canada và chứng kiến cảnh một số tù binh Canada bị bắn từ sau lưng khi họ đầu hàng.Vào khoảng 10 giờ tối hôm đó, một số người được đưa đến ngoại ô một ngôi làng dưới sự canh gác của một số người lính có vũ trang. 4 tù nhân Canada bị bắn bởi một đội xử bắn trong khi những người còn lại bị bắn vào đầu ở cự ly gần. 20 tù binh Canada khác bị giết gần Villons-les-Buissons tại Tu viện Ardenne. Tu viện thì được chiếm nửa đêm ngày mùng 8 tháng 7 bởi Trung đoàn Bộ binh Regina và binh sĩ được khai quật và chôn cất trong Nghĩa trang Chiến tranh Canada tại Bény-sur-Mer. Sau chiến tranh, sĩ quan SS-Waffen là Kurt Meyer bị đem ra tòa và kết án tử hình vì những hành vi không phù hợp với dân thường và xử tử tù binh. Bản án sau đó được giảm nhẹ xuống tù chung thân. Cuối cùng, vị sĩ quan này được thả ra sau 8 năm ngồi tù.

## Tưởng niệm

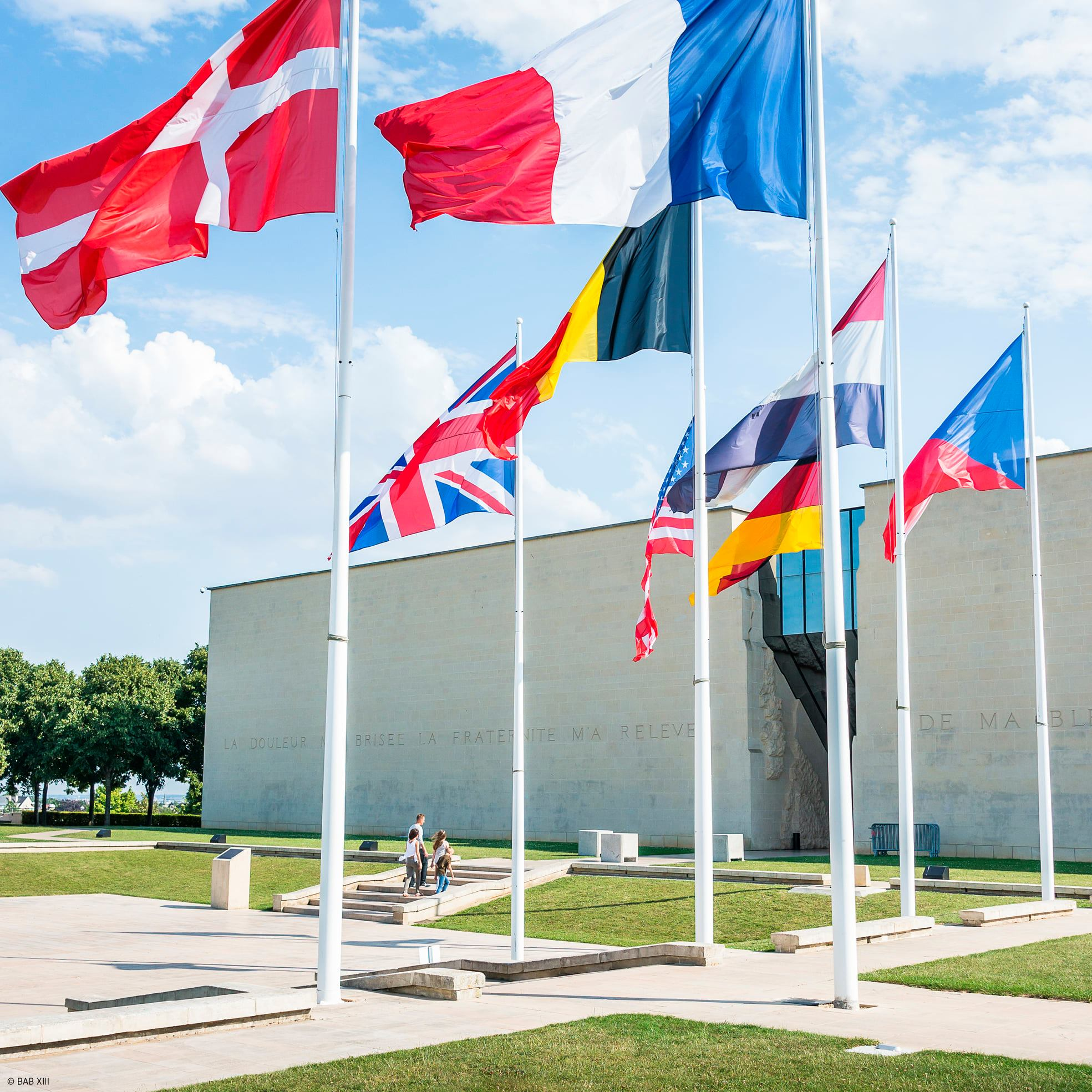
Mémorial de Caen

Có rất nhiều đài tưởng niệm cho trận chiến tại Caen và chiến dịch Overlord. Ví dụ như trên đường tới cầu Odon ở Tourmauville có một đài tưởng niệm của Lữ đoàn Bộ binh số 15 (Scotland); hoặc với đồi 112 là đài tưởng niệm của Sư đoàn Bộ binh số 53 (Welsh) cùng với Sư đoàn Bộ binh số 43 (Wessex). Gần đồi 112 thì có một khu rừng được trồng để tưởng nhớ những người lính đã tham gia trận đánh.
Cuộc đổ bộ tại Normandy, trận Caen cũng như Thế chiến thứ 2 được nhớ đến ngày nay bằng nhiều vật dụng kỷ niệm khác nhau; thành phố Caen thì xây dựng một Mémorial, tức "bảo tàng hòa bình" (Musée de la paix). Bảo tàng được xây dựng ở thành phố Caen, trên đỉnh của nơi từng là hầm trú ẩn của tướng Wilhelm Richter, chỉ huy Sư đoàn Bộ binh số 716. Ngày 6 tháng 6 năm 1988, tổng thống Pháp François Mitterrand cùng 12 đại sứ từ các nước tham chiến trong trận đánh tại Normandy tham gia khai trương bảo tàng. Bảo tàng được xây dựng nhằm tôn vinh chủ nghĩa hòa bình và nằm ngay cạnh Parc international pour la Libération de l'Europe, một khu vườn được xây dựng để tưởng nhớ những quân nhân Đồng Minh đã tham gia trận chiến.
Những người hy sinh trên chiến trường được chôn cất tại Nghĩa trang Chiến tranh Brouay (337 ngôi mộ), Nghĩa trang Chiến tranh Banneville-la-Campagne (2,170 ngôi mộ), Nghĩa trang Chiến tranh Canada tại Bretteville-sur-Laize (2,957 ngôi mộ), Nghĩa trang Chiến tranh Đức tại La Cambe (21,222 ngôi mộ) cùng với nhiều nghĩa trang chiến tranh khác nữa.

### Sách
- Badsey, Stephen (1990). Normandy 1944 Allied Landings and Breakout. London: Osprey. ISBN 978-0-85045-921-0.{{Chú thích sách}}:  Quản lý CS1: ref trùng mặc định (liên kết)
- Badsey, S. (2006). "Chapter 4: Culture, Controversy, Caen and Cherbourg: The First Week of the Battle". Trong Buckley, John (biên tập). The Normandy Campaign 1944: Sixty Years On. London: Routledge. tr. 48–63. ISBN 978-1-134-20304-8.{{Chú thích sách}}:  Quản lý CS1: ref trùng mặc định (liên kết)
- Baldoli, Claudia; Knapp, Andrew (2012). Forgotten Blitzes: France and Italy Under Allied Air Attack, 1940–1945. London: Continuum. ISBN 978-1-4411-8581-5.{{Chú thích sách}}:  Quản lý CS1: ref trùng mặc định (liên kết)
- Baverstock, K. (2002). Breaking the Panzers: The Bloody Battle for Rauray. Stroud: Sutton. ISBN 978-0-7509-2895-3.{{Chú thích sách}}:  Quản lý CS1: ref trùng mặc định (liên kết)
- Baxter, Colin (1999). Field Marshal Bernard Law Montgomery, 1887–1976: A Selected Bibliography. Greenwood Press. ISBN 978-0-313-29119-7.{{Chú thích sách}}:  Quản lý CS1: ref trùng mặc định (liên kết)
- Beevor, Antony (2014) [2009]. D-Day: The Battle for Normandy . Penguin Books. ISBN 978-0-241-96897-0.{{Chú thích sách}}:  Quản lý CS1: ref trùng mặc định (liên kết)
- Bennett, R. (2009) [1979]. Ultra in the West: The Normandy Campaign 1944–1945 . London: Hutchinson. ISBN 978-0-571-25374-6.{{Chú thích sách}}:  Quản lý CS1: ref trùng mặc định (liên kết)
- Bercuson, D. (2004) [1996]. Maple leaf Against the Axis. Markham, ONT: Red Deer Press. ISBN 978-0-88995-305-5.{{Chú thích sách}}:  Quản lý CS1: ref trùng mặc định (liên kết)
- Blumenson, M. (1961). Breakout and Pursuit. United States Army in World War II: European Theater of Operations. Washington, D.C.: US Government Printing Office. ISBN 978-0-16-001882-4. Truy cập ngày 23 tháng 6 năm 2017.{{Chú thích sách}}:  Quản lý CS1: ref trùng mặc định (liên kết)
- Brooks, S. (2008). Montgomery and the Battle of Normandy. Publications of the Army Records Society. Quyển 27. Stroud: The History Press. ISBN 978-0-7509-5123-4.{{Chú thích sách}}:  Quản lý CS1: ref trùng mặc định (liên kết)
- Buckley, John, biên tập (2004). British Armour in the Normandy Campaign. London: Routledge. ISBN 978-1-135-77401-1.{{Chú thích sách}}:  Quản lý CS1: ref trùng mặc định (liên kết)
- Buckley, John, biên tập (2006) [2004]. British Armour in the Normandy Campaign 1944. Abingdon: Taylor & Francis. ISBN 978-0-415-40773-1.
- Buckley, John (2006). The Normandy Campaign 1944: Sixty Years On. London: Routledge. ISBN 978-1-134-20304-8.{{Chú thích sách}}:  Quản lý CS1: ref trùng mặc định (liên kết)
- Buckley, J. (2014) [2013]. Monty's Men: The British Army and the Liberation of Europe . London: Yale University Press. ISBN 978-0-300-20534-3.{{Chú thích sách}}:  Quản lý CS1: ref trùng mặc định (liên kết)
- Carafano, James Joy (2008). After D-Day: Operation Cobra and the Normandy Breakout. Mechanicsburg, PA: Stackpole. ISBN 978-0-8117-3487-5.{{Chú thích sách}}:  Quản lý CS1: ref trùng mặc định (liên kết)
- Cawthorne, Nigel (2005). Victory in World War II. London: Capella (Acturus). ISBN 978-1-84193-351-1.{{Chú thích sách}}:  Quản lý CS1: ref trùng mặc định (liên kết)
- Clark, Lloyd (2004). Operation Epsom. Battle Zone Normandy. Stroud: The History Press. ISBN 978-0-7509-3008-6.{{Chú thích sách}}:  Quản lý CS1: ref trùng mặc định (liên kết)
- Clay, Major Ewart W. (1950). The path of the 50th: The Story of the 50th (Northumbrian) Division in the Second World War. Aldershot: Gale and Polden. OCLC 12049041.{{Chú thích sách}}:  Quản lý CS1: ref trùng mặc định (liên kết)
- Cooper, Matthew (1978). The German Army 1939–1945: Its Political and Military Failure. New York: Stein & Day. ISBN 978-0-8128-2468-1.{{Chú thích sách}}:  Quản lý CS1: ref trùng mặc định (liên kết)
- Copp, Terry; Vogel, Robert (1983). Maple Leaf Route: Caen. Alma, ONT: Maple Leaf Route. ISBN 978-0-919907-01-0.{{Chú thích sách}}:  Quản lý CS1: ref trùng mặc định (liên kết)
- Copp, Terry, biên tập (2000). Montgomery's Scientists: Operational Research in Northwest Europe. The work of No.2 Operational Research Section with 21 Army Group June 1944 to July 1945. Waterloo, Ont: LCMSDS. ISBN 978-0-9697955-9-9.{{Chú thích sách}}:  Quản lý CS1: ref trùng mặc định (liên kết)
- Copp, Terry (2004) [2003]. Fields of Fire: The Canadians in Normandy. Toronto: University of Toronto Press. ISBN 978-0-8020-3780-0.{{Chú thích sách}}:  Quản lý CS1: ref trùng mặc định (liên kết)
- Copp, T. (2007). The Brigade: The Fifth Canadian Infantry Brigade in World War II. Stackpole Military History. Mechanicsburg, PA: Stackpole. ISBN 978-0-8117-3422-6.
- Daglish, I. (2007). Operation Epsom. Over the Battlefield. Barnsley: Pen & Sword Military. ISBN 978-1-84415-562-0.{{Chú thích sách}}:  Quản lý CS1: ref trùng mặc định (liên kết)
- D'Este, Carlo (1994) [1983]. Decision in Normandy: The Real Story of Montgomery and the Allied Campaign. London: Penguin. ISBN 978-0-14-139056-7.{{Chú thích sách}}:  Quản lý CS1: ref trùng mặc định (liên kết)
- D'Este, Carlo (2004) [1983]. Decision in Normandy: The Real Story of Montgomery and the Allied Campaign . London: Collins. ISBN 978-0-14-101761-7.{{Chú thích sách}}:  Quản lý CS1: ref trùng mặc định (liên kết)
- D'Este, Carlo (2015). Eisenhower: A Soldier's Life. Henry Holt and Company. ISBN 978-1-62779-961-4.{{Chú thích sách}}:  Quản lý CS1: ref trùng mặc định (liên kết)
- Doherty, R. (2004). Normandy 1944: The Road to Victory. Staplehurst: Spellmount. ISBN 978-1-86227-224-8.{{Chú thích sách}}:  Quản lý CS1: ref trùng mặc định (liên kết)
- Eisenhower, Dwight David (1997) [1948]. Crusade in Europe. JHU Press. ISBN 978-0-801-85668-6.{{Chú thích sách}}:  Quản lý CS1: ref trùng mặc định (liên kết)
- Ellis, Major L. F.; Allen, Captain G. R. G.; Warhurst, Lieutenant-Colonel A. E. & Robb, Air Chief-Marshal Sir J. (2004) [1962]. Butler, J. R. M. (biên tập). Victory in the West: The Battle of Normandy. History of the Second World War United Kingdom Military Series. Quyển I . London: HMSO. ISBN 978-1-84574-058-0.
- Fortin, Ludovic (2004). British Tanks in Normandy. Histoire & Collections. ISBN 978-2-915239-33-1.{{Chú thích sách}}:  Quản lý CS1: ref trùng mặc định (liên kết)
- Forty, George (2004). Villers Bocage. Battle Zone Normandy. Sutton. ISBN 978-0-7509-3012-3.{{Chú thích sách}}:  Quản lý CS1: ref trùng mặc định (liên kết)
- French, David (2001). Raising Churchill's Army: The British Army and the War against Germany, 1919–1945. London: Oxford University Press. ISBN 978-0-19-924630-4.{{Chú thích sách}}:  Quản lý CS1: ref trùng mặc định (liên kết)
- Gill, Ronald; Groves, John (2006) [1946]. Club Route in Europe: The History of 30 Corps from D-Day to May 1945. MLRS Books. ISBN 978-1-905696-24-6.
- Gray, P. (2006) [2004]. "Caen – The Martyred City". Trong Buckley, John (biên tập). British Armour in the Normandy Campaign 1944. Abingdon: Taylor & Francis. ISBN 978-0-415-40773-1.{{Chú thích sách}}:  Quản lý CS1: ref trùng mặc định (liên kết)
- Hart, R. A. (2004) [2000]. Clash of Arms: How the Allies Won in Normandy . Boulder, CO: L. Riener. ISBN 978-0-8061-3605-9.{{Chú thích sách}}:  Quản lý CS1: ref trùng mặc định (liên kết)
- Hart, Stephen Ashley (2007) [2000]. Colossal Cracks: Montgomery's 21st Army Group in Northwest Europe, 1944–45 . Westport, CT: Praeger. ISBN 9780811733830.{{Chú thích sách}}:  Quản lý CS1: ref trùng mặc định (liên kết)
- Hixon, Walter L. (2003). The American Experience in World War II: The United States in the European Theatre. The American Experience in World War II. Quyển V. Taylor & Francis. ISBN 978-0-415-94033-7.{{Chú thích sách}}:  Quản lý CS1: ref trùng mặc định (liên kết)
- Jackson, G. S. (2006) [1945]. 8 Corps: Normandy to the Baltic. Staff, 8 Corps. Smalldale: MLRS Books. ISBN 978-1-905696-25-3.{{Chú thích sách}}:  Quản lý CS1: ref trùng mặc định (liên kết)
- Jarymowycz, R. (2001). Tank Tactics, from Normandy to Lorraine. Boulder, CO: Lynne Rienner. ISBN 978-1-55587-950-1.{{Chú thích sách}}:  Quản lý CS1: ref trùng mặc định (liên kết)
- Keegan, John (2004) [1982]. Six Armies in Normandy: From D-Day to the Liberation at Paris. London: Pimlico. ISBN 978-1-84413-739-8.{{Chú thích sách}}:  Quản lý CS1: ref trùng mặc định (liên kết)
- Margolian, Howard (1998). Conduct Unbecoming: The Story of the Murder of Canadian Prisoners of War in Normandy. University of Toronto Press. ISBN 978-0-8020-8360-9.{{Chú thích sách}}:  Quản lý CS1: ref trùng mặc định (liên kết)
- McKee, A. (1972) [1964]. Caen: Anvil of Victory . London: Souvenir Press. ISBN 978-0-330-23368-2.{{Chú thích sách}}:  Quản lý CS1: ref trùng mặc định (liên kết)
- Meyer, Kurt (2005) [1994]. Grenadiers: The Story of Waffen SS General Kurt "Panzer" Meyer . Winnipeg, Man: J. J. Federowicz. ISBN 978-0-8117-3197-3.{{Chú thích sách}}:  Quản lý CS1: ref trùng mặc định (liên kết)
- Pogue, F. C. (1954) [1950]. "D-Day to the Breakout". The Supreme Command. United States Army in World War II The European Theater of Operations. Washington: Office of the Chief of Military History, Department of the Army. OCLC 252766501. Truy cập ngày 1 tháng 6 năm 2017.{{Chú thích sách}}:  Quản lý CS1: ref trùng mặc định (liên kết)
- Saunders, H. St G. (1975) [1954]. Royal Air Force 1939–45: The Fight is Won. Quyển III . London: HMSO. ISBN 978-0-11-771594-3.{{Chú thích sách}}:  Quản lý CS1: ref trùng mặc định (liên kết)
- Saunders, T. (2001). Hill 112: Battles of the Odon, 1944. Battleground Europe . Barnsley: Pen & Sword Books. ISBN 978-0-85052-737-7.{{Chú thích sách}}:  Quản lý CS1: ref trùng mặc định (liên kết)
- Scarfe, Norman (2006) [1947]. Assault Division: A History of the 3rd Division from the Invasion of Normandy to the Surrender of Germany. Stroud: Spellmount. ISBN 978-1-86227-338-2.{{Chú thích sách}}:  Quản lý CS1: ref trùng mặc định (liên kết)
- Shulman, Milton (2003) [1947]. Defeat in the West . London: Martin Secker & Warburg. ISBN 978-0-304-36603-3.
- Stacey, Colonel Charles Perry; Bond, Major C. C. J. (1960). The Victory Campaign: The Operations in North-West Europe 1944–1945 (PDF). Official History of the Canadian Army in the Second World War. Quyển III. Ottawa: The Queen's Printer and Controller of Stationery. OCLC 58964926. Bản gốc (PDF) lưu trữ ngày 21 tháng 12 năm 2020. Truy cập ngày 21 tháng 5 năm 2014.
- Stewart, A. (2016) [2014]. Caen Controversy: The Battle for Sword Beach 1944 . Solihull: Helion. ISBN 978-1-911096-17-7.{{Chú thích sách}}:  Quản lý CS1: ref trùng mặc định (liên kết)
- Taylor, Daniel (1999). Villers-Bocage Through the Lens. Old Harlow: Battle of Britain International. ISBN 978-1-870067-07-2.{{Chú thích sách}}:  Quản lý CS1: ref trùng mặc định (liên kết)
- Trew, Simon; Badsey, Stephen (2004). Battle for Caen. Battle Zone Normandy. Stroud: Sutton. ISBN 978-0-7509-3010-9.{{Chú thích sách}}:  Quản lý CS1: ref trùng mặc định (liên kết)
- Van der Vat, Dan (2003). D-Day; The Greatest Invasion, A People's History. Toronto: Madison Press. ISBN 978-1-55192-586-8.{{Chú thích sách}}:  Quản lý CS1: ref trùng mặc định (liên kết)
- Weigley, Russell F. (1981). Eisenhower's Lieutenants: The Campaigns of France and Germany, 1944–1945. Sidgwick & Jackson. ISBN 978-0-283-98801-1.{{Chú thích sách}}:  Quản lý CS1: ref trùng mặc định (liên kết)
- Williams, Andrew (2004). D-Day to Berlin. London: Hodder & Stoughton. ISBN 978-0-340-83397-1.{{Chú thích sách}}:  Quản lý CS1: ref trùng mặc định (liên kết)
- Wilmot, Chester; McDevitt, Christopher Daniel (1997) [1952]. The Struggle For Europe. Ware, Hertfordshire: Wordsworth Editions. ISBN 978-1-85326-677-5.
- Winter, Paul (2014). D-Day Documents. London: Bloomsbury. ISBN 978-1-4729-0698-4.
- Wood, James A., biên tập (2007). Army of the West: The Weekly Reports of German Army Group B from Normandy to the West Wall. Mechanicsburg, PA: Stackpole Books. ISBN 978-0-8117-3404-2.{{Chú thích sách}}:  Quản lý CS1: ref trùng mặc định (liên kết)

### Báo chí
- Luvaas, Jay (1986). "Clausewitz, Fuller and Liddell Hart". Journal of Strategic Studies. Quyển 9 số 2–3. tr. 197–212. doi:10.1080/01402398608437266. ISSN 0140-2390.{{Chú thích tạp chí}}:  Quản lý CS1: ref trùng mặc định (liên kết)
- Powers, Stephen (tháng 7 năm 1992). "The Battle of Normandy: The Lingering Controversy". The Journal of Military History. Quyển 56 số 3. tr. 455. doi:10.2307/1985972. ISSN 0899-3718. JSTOR 1985972.{{Chú thích tạp chí}}:  Quản lý CS1: ref trùng mặc định (liên kết)

### Trang web
- "Campaign Diary July 1944". Royal Air Force Bomber Command 60th Anniversary. RAF. ngày 6 tháng 4 năm 2005. Bản gốc lưu trữ ngày 6 tháng 7 năm 2007 – qua National Archives.